# ADO Den Haag in het seizoen 2020/21 (mannen)
Het seizoen 2020/21 is het 116e jaar in het bestaan van de Haagse voetbalclub ADO Den Haag. In de zomer van 2020 maakte het kunstgrasveld plaats voor een hybride-grasveld en werd Aleksandar Ranković de nieuwe hoofdtrainer van het Haagse mannenvoetbalelftal. Zijn assistenten waren Richard Knopper en Michele Santoni. Dit seizoen had te maken met de naweeën van de coronacrisis: het seizoen begon later dan gepland, de oefenduels voorafgaand aan het seizoen waren alleen tegen profclubs en tijdens de officiële wedstrijden waren niet maximaal drie maar vijf wissels toegestaan. Vanwege onder meer een slechte seizoenstart werd Aleksandar Ranković al vroeg in het seizoen (direct na speelronde 8) ontslagen en vervangen door Ruud Brood. Ook assistent-trainer Richard Knopper vertrok en werd vervangen door Adrie Bogers. Echter konden zij niet voorkomen dat ADO Den Haag degradeerde uit de Eredivisie en het hieropvolgende seizoen voor het eerst sinds het seizoen 2007/08 in de Eerste Divisie zou uitkomen. Het seizoen werd nog wel gekenmerkt door het behalen van de kwartfinale van het bekertoernooi, onder meer door een goal van doelman Luuk Koopmans, en een thuisoverwinning op Feyenoord.

## Samenvatting seizoen

### Voorafgaand aan het seizoen
- Vanwege de coronacrisis werd het voorgaande seizoen niet afgemaakt. ADO Den Haag stond na 26 speelronden op een 17e plaats op de ranglijst; uiteindelijk zou die plek degradatie betekenen. Eind april besloot minister-president Mark Rutte alle evenementen tot 1 september 2020 te verbieden. Hierdoor besloot de KNVB om het voetbalseizoen vroegtijdig te beëindigen, zowel voor de jeugd- als de vrouwen- en de mannencompetities. Na weken overleg werd besloten om ADO Den Haag niet te laten degraderen. De nummers 1 en 2 uit de Keuken Kampioen Divisie (SC Cambuur en De Graafschap) spanden een kort geding aan. Desondanks besloot de rechter de KNVB te volgen in het besluit om zelf te mogen bepalen of er wel of niet sprake hoeft te zijn van promotie en degradatie. Het betekende een (voorlopig) besluit dat ADO Den Haag ook dit seizoen in de Eredivisie mocht uitkomen.
- Verschillende spelers kregen geen vernieuwd contract aangeboden. Hieronder vielen Elson Hooi, Dion Malone, Tomáš Necid, Jordan Spence, Mats van Kins, Keyennu Lont en de verhuurde spelers Hennos Asmelash en Thijmen Goppel.
- Verschillende jeugdspelers kregen en/of verlengden hun contract in Den Haag. Ook vonden er veel wisselingen plaats in het beloftenteam. Vorig seizoen speelde Jong ADO Den Haag, een elftal tot 23 jaar, in de Derde Divisie. Vanwege een besluit van de KNVB komt het beloftenteam dit seizoen uit in de Onder-21-competitie van betaald voetbalteams.
- Op 12 mei werd Emilio Estevez Tsai vastgelegd. De Taiwanese middenvelder kwam over van het Canadese York9 FC en tekende een contract voor een jaar, met een optie op nog een seizoen.
- Op 26 mei verliet Thom Haye Den Haag alweer. De middenvelder kwam een half jaar uit voor ADO en werd daarna verhuurd aan NAC Breda. Die club nam hem definitief en transfervrij over.
- Op 2 juni tekende Kees de Boer een tweejarig contract in Den Haag. De jonge middenvelder, die in de jeugd uitkwam voor AFC Ajax, kwam over van Swansea City AFC.
- Op 11 juni kwam Peet Bijen transfervrij de gelederen versterken. De verdediger, die tot dan toe zijn hele carrière uitkwam voor FC Twente, tekende een contract voor twee seizoenen met een optie op nog een jaar.
- Op 22 juni versterkte Samy Bourard de gelederen. De Belgische middenvelder kwam transfervrij over van FC Eindhoven en tekende voor twee seizoenen. De transfer had al weken eerder moeten plaatsvinden. Doordat de makelaar van Bourard niet tijdig had ingegrepen bij de contractonderhandelingen, werd zijn contract in Eindhoven automatisch verlengd. FC Eindhoven kon hierdoor alsnog een tranfersom vragen, wat uiteindelijk niet gebeurde. Als tegemoetkoming liet ADO twee spelers op huurbasis naar Brabant vertrekken, namelijk: Lorenzo van Kleef en Hugo Botermans.
- Op 29 juni tekende Jong ADO-speler Jamal Amofa zijn eerste profcontract, met een duur tot 2021 met een optie voor nog een seizoen.
- Op 30 juni tekende Hans Segers een eenjarig contract als de nieuwe keeperstrainer van ADO. Hij volgde Raymond Mulder, die werd doorgeschoven naar het beloftenelftal.

### Juli 2020
- Op 1 juli tekende aanvaller Amar Ćatić een contract in Den Haag. De Nederlander, die vanwege zijn roots uitkomt voor Bosnië en Herzegovina, kwam over van PSV en tekende voor drie seizoenen, met een optie op nog een jaargang. Diezelfde dag werd voormalig journalist en assistent-trainer Taco van den Velde aangesteld als de nieuwe hoofdscout, en tevens dataspecialist.
- Op 17 juli transfereerde Boy Kemper van AFC Ajax naar ADO. De linksbenige verdediger tekende een contract voor drie seizoenen.
- Op 20 juli vond de eerste training van dit seizoen, met de nieuwe staf en spelersgroep, plaats. Vanwege het groeiende gras in het Cars Jeans Stadion werd uitgeweken naar het Prinses Irene Sportpark in Katwijk, wat tevens aangesteld werd als de nieuwe trainingsaccommodatie. Diezelfde dag tekende Jong ADO-speler Benjamin Reemst een profcontract voor een seizoen in Den Haag.
- Van 26 juli tot 1 augustus belegde ADO een trainingskamp in Mierlo.
- Op 31 juli speelde ADO de eerste oefenwedstrijd van dit seizoen. Op een snikheet kunstgrasveld, het was overdag 35 graden, bleven de 22 ingezette spelers tegen eerstedivisionist MVV Maastricht steken op 0-0.

### Augustus 2020
- Op 4 augustus werd Andrei Rațiu overgenomen van het Spaanse Villarreal CF. De vleugelverdediger, die ook als aanvaller uit de voeten kan, werd voor een jaar gehuurd met een optie tot koop.
- Op 8 augustus speelde ADO een oefenwedstrijd tegen Almere City FC, verdeeld over 2 teams die telkens een uur tegen elkaar speelden. ADO won in totaliteit met 1-2 door doelpunten van Amar Ćatić en Sem Steijn.
- Op 14 augustus maakte Tom Beugelsdijk een transfer naar Sparta Rotterdam. Robin Polley, eveneens verdediger, vertrok net als vorig seizoen op huurbasis naar FC Dordrecht. Het aflopende contract van Polley werd wel verlengd tot de zomer van 2022.
- Op 15 augustus vond het oefenduel met NAC Breda geen doorgang. Nadat eerder al een speler en staflid van ADO positief hadden getest op het coronavirus, kwamen daar ditmaal drie spelers en een staflid bij.
- Op 20 augustus tekende aanvaller Vicente Besuijen een driejarig contract in Den Haag. De rechtsbuiten, tevens jeugdinternational van het Nederlands Elftal, kwam over van AS Roma.
- Op 22 augustus speelde ADO gelijk in het derde oefenduel van de voorbereiding. Tegen Vitesse werd het op de nieuwe Haagse grasmat 2-2.
- Op 24 augustus werd verdediger Dehninio Muringen, net als eerder Robin Polley, voor een seizoen verhuurd aan FC Dordrecht. Diezelfde dag werd Jonas Arweiler verwelkomt. De Duitse spits werd voor een jaar gehuurd van FC Utrecht. Daarnaast werd José Pascual Alba Seva, alias Pascu, vastgelegd. De Spaanse middenvelder kwam transfervrij over van Valencia CF Mestalla en tekende voor een seizoen met een optie op nog twee.
- Op 27 augustus verscheurden ADO en 'Haags clubicoon' Lex Immers zijn doorlopende contract. De middenvelder kwam niet voor in de plannen van de staf en drukte met zijn salaris te zwaar op de begroting. In twee periodes bij ADO Den Haag wist hij in 269 wedstrijden (in alle competities) 52 doelpunten te maken.
- Op 29 augustus wist ADO in het vierde oefenduel knap te winnen van AZ. De fonkelnieuwe spits Jonas Arweiler maakte de enige treffer.
- Op 31 augustus tekenden twee spelers een contract bij ADO. Vleugelaanvaller Ricardo Kishna keerde voor de tweede keer terug in Den Haag. Hij tekende een prestatiecontract voor een seizoen, nadat zijn contract afliep bij SS Lazio. Ook werd de Belg Dante Rigo voor een jaargang gehuurd van PSV.

### September 2020
- Op 2 september werd keeper Mike Havekotte voor één seizoen verhuurd aan MVV Maastricht.
- Het laatste oefenduel, tegen Sparta Rotterdam, eindigde in 1-1.
- Op zondag 13 september begon ADO Den Haag aan het Eredivisieseizoen. De uitwedstrijd tegen Heracles Almelo ging met 2-0 verloren.
- Op 14 september haalde de Haagse ploeg David Philipp binnen. De aanvallende middenvelder, die ook als buitenspeler opgesteld kon worden, werd voor twee seizoenen gehuurd van Werder Bremen met een optie tot koop én terugkoop voor de Duitse ploeg.
- Op 16 september werd een ruildeal met Sparta Rotterdam bekendgemaakt. Routinier Aaron Meijers werd voor een seizoen verhuurd aan de ploeg van Henk Fraser. Daartegenover stond de komst van verdediger Lassana Faye, die op huurbasis naar Den Haag vertrok.
- Op 18 september versterkte Ilay Elmkies de Haagse selectie. De Israëlische verdediger werd voor een seizoen gehuurd van TSG 1899 Hoffenheim.
- Op 20 september verloor ADO ongelukkig van FC Groningen door een eigen doelpunt van Shaquille Pinas.
- Op 21 september tekende Ravel Morrison een contract tot het einde van dit seizoen. De middenvelder speelde eerder met Ricardo Kishna samen bij SS Lazio.
- Op 27 september verloor ADO ook de derde competitiewedstrijd van het seizoen. Tegen Feyenoord werd het 4-2. Doelpuntenmakers waren Jonas Arweiler en Shaquille Pinas.

### Oktober 2020
- Op 2 oktober werd een nieuwe aanwinst gepresenteerd: Dario Del Fabro kwam tijdelijk over van Juventus FC. De 25-jarige centrale verdediger werd voor een seizoen gehuurd.
- Op 3 oktober boekte ADO Den Haag de eerste overwinning van het seizoen. Tegen VVV-Venlo was debutant David Philipp in blessuretijd de grote matchwinner door de 1-2 te maken.
- Op 5 oktober, Transfer Deadline Day (in de meeste Europese landen), verkaste middenvelder Danny Bakker op huurbasis naar Roda JC Kerkrade.
- Op 7 oktober werd het contract van verdediger Jamal Amofa verlengd tot 2022, met een optie op nog een seizoen.
- Op 8 oktober werd de transfervrije spits Nikos Karelis binnengehaald. De Griek kwam over van Brentford FC en tekende een contract voor een seizoen, met een optie op nog een jaargang.
- Op 18 oktober verloor ADO de thuiswedstrijd tegen een sterk Vitesse met 0-2.
- Op 25 oktober pakte ADO Den Haag, in de eerste gespeelde zondagavondwedstrijd, een punt tegen AZ: 2-2.
- Op 29 oktober wist ADO knap te winnen in de eerste ronde van het KNVB Bekertoernooi. Spectaculair was de rake kopbal van doelman Luuk Koopmans in blessuretijd, waardoor ADO in eigen stadion op 1-1 kwam. De Hagenaars versloegen Sparta Rotterdam uiteindelijk na strafschoppen.

### November 2020
- Op 1 november verloor ADO Den Haag de uitwedstrijd tegen PSV met 4-0.
- Op 4 november werd bekendgemaakt dat assistent-trainer Michele Santoni en spitsentrainer Rick Hoogendorp (tijdelijk) werden teruggezet naar de beloften. Deze keuze werd gemaakt vanwege een slechte samenwerking met hoofdtrainer Aleksandar Ranković.
- Op 5 november tekende Gianni Zuiverloon een contract bij ADO. De verdediger, die al tussen 2013 en 2016 in Den Haag onder contract stond, kwam over van Kerala Blasters FC en tekende een contract voor een seizoen, met een optie voor nog een jaar.
- Op 7 november verloor ADO voor de zesde maal in acht competitiewedstrijden: FC Twente was te sterk met 2-4.
- Op 8 november maakte de club bekend dat afscheid werd genomen van hoofdtrainer Aleksandar Ranković en assistent Richard Knopper. Twee dagen later werden hun opvolgers bekendgemaakt: Ruud Brood en Adrie Bogers.
- Op 10 november stond verdediger Daryl Janmaat op het Haagse trainingsveld. De voormalig ADO-speler trainde mee om weer fit te worden.
- Op 12 november speelde ADO Den Haag een oefenwedstrijd tegen Feyenoord. De wedstrijd eindigde in 0-0. Verdere details werden niet bekendgemaakt.
- Op 21 november werd ADO Den Haag vrijgeloot voor de tweede ronde van het KNVB Bekertoernooi. Dit vanwege het ongelijke aantal overgebleven clubs, nadat alle amateurploegen vanwege corona-maatregelen uit het toernooi werden gehaald.
- Op 22 november maakte Ruud Brood zijn debuut als hoofdtrainer van ADO Den Haag. Het werd een dag om snel te vergeten: directe concurrent Sparta Rotterdam strafte de vele Haagse fouten genadeloos af: 6-0.
- Op 28 november nam ADO Den Haag revanche en pakte het thuis knap een punt tegen SC Heerenveen. David Philipp maakte zijn tweede doelpunt van het seizoen, Ricardo Kishna maakte na drie jaar afwezigheid zijn rentree.

### December 2020
- Op 6 december wist ADO Den Haag knap een punt te pakken tegen FC Utrecht. Vlak voor tijd bezorgde Michiel Kramer voor blije Haagse gezichten.
- Op 10 december werd het contract van beloften-speler Xander Severina verlengd tot de zomer van 2023.
- Op 13 december speelde ADO Den Haag voor de derde maal op rij met 1-1 gelijk. Ditmaal in de 'degradatiekraker' in Drenthe tegen FC Emmen.
- Op 20 december wist ADO Den Haag niet te stunten tegen koploper AFC Ajax. In Den Haag werd het 2-4.
- Op 23 december verloor ADO Den Haag opnieuw. PEC Zwolle was met 0-2 te sterk. Hierdoor gingen de Hagenezen op een degradatieplek de winterstop in.
- Op 29 december tekende Daryl Janmaat een contract tot de zomer van 2023 bij ADO Den Haag. De verdediger keerde na avonturen in Nederland en Engeland terug in de Hofstad.
- Op 31 december haalde ADO eveneens Marko Vejinović binnen. De Nederlands-Servische middenvelder ontbond zijn contract bij Arka Gdynia en tekende een contract tot de zomer van 2023 in Den Haag.

### Januari 2021
- Op 9 januari werd het contract van Ravel Morrison in goed overleg ontbonden. De middenvelder speelde maar vijf wedstrijden in het shirt van ADO Den Haag. Diezelfde dag wist ADO de eerste wedstrijd na de korte winterstop te winnen. Dankzij een doelpunt van Boy Kemper werd RKC Waalwijk met 0-1 verslagen en steeg de Haagse club naar de zestiende plaats op de ranglijst.
- Op 11 januari maakte ADO Den Haag bekend dat linksback Juan Familia-Castillo tot het eind van het seizoen werd gehuurd van Chelsea FC.
- Op 13 januari leed ADO Den Haag een pijnlijke nederlaag in het degradatieduel tegen VVV-Venlo: 1-4.
- Op 16 januari wist ADO net niet te stunten tegen AZ. In de 89ste minuut werd het 2-1 voor de Alkmaarders.
- Op 18 januari werd Tomislav Gomelt vastgelegd. De Kroatische middenvelder tekende een contract tot het einde van dit seizoen, nadat hij transfervrij vertrok bij het Italiaanse FC Crotone.
- Op 19 januari verloor ADO Den Haag van Vitesse in de achtste finale van het KNVB Bekertoernooi met 2-1.
- Op 20 januari tekende Martin Fraisl een contract tot het einde van dit seizoen in Den Haag. De Oostenrijkse doelman was net daarvoor vertrokken bij het Duitse SV Sandhausen.
- Op 23 januari speelde ADO Den Haag gelijk in het degradatieduel tegen hekkensluiter FC Emmen: 0-0.
- Op 25 januari tekende Youness Mokhtar een contract bij ADO tot het einde van dit seizoen. De aanvaller kwam transfervrij over van Columbus Crew, waarmee hij kampioen werd in de Verenigde Staten.
- Op 26 januari verloor ADO kansloos van FC Groningen: 3-0.
- Op 28 januari werd Bobby Adekanye aan de selectie toegevoegd. De vleugelaanvaller werd tot het eind van dit seizoen gehuurd van SS Lazio.
- Op 29 januari vertrokken drie spelers uit Den Haag. De gehuurde Roemeen Andrei Rațiu werd teruggehaald door Villarreal CF, vanwege problemen bij de Spaanse club op de rechtsbackpositie. De contracten van de Taiwanees Emilio Estevez Tsai en de Griek Nikos Karelis werden in goed overleg ontbonden. Rațiu kwam twaalf duels in actie, Karelis elf. Estevez Tsai speelde alleen twee duels voor de Onder-21 in het Haagse shirt.
- Op 31 januari pakte ADO een punt tegen Sparta Rotterdam: 1-1. Middenvelder Tomislav Gomelt maakte zijn eerste goal in Nederland.
- Tevens vertrok dataspecialist Taco van den Velde bij ADO Den Haag om met Bert van Marwijk een rol te spelen in de staf van het elftal uit de Verenigde Arabische Emiraten.

### Februari 2021
- Op 1 februari (Transfer Deadline Day) werd spits Evan Rottier verhuurd aan TOP Oss. Middenvelder Dante Rigo kwam niet meer aan speeltijd toe en werd teruggestuurd naar PSV.
- Op 2 februari verlengden Jong ADO-verdedigers Jonathan Mulder en Michael Mulder hun aflopende contracten tot de zomer van 2022.
- Op 6 februari keerde Abdenasser El Khayati terug in Den Haag. De middenvelder ontbond zijn contract bij Qatar SC en tekende een contract voor een half jaar bij de club waar hij tussen 2017 en 2019 al speelde. El Khayati ging spelen met rugnummer 10. Hierdoor kreeg Ilay Elmkies voortaan rugnummer 17, die hiervoor rugnummer 10 droeg.
- Op 7 februari werd de wedstrijd tegen Willem II afgelast, vanwege hevige sneeuwval. Het duel werd ingehaald op 24 februari.
- Op 9 februari vertrok middenvelder Samy Bourard uit Nederland. De Belgische middenvelder transfereerde voor een bedrag van €300.000 naar het Hongaarse MOL Fehérvár FC. Tevens stopte Martin Jol in zijn rol als technisch manager. Hij ging zich in een andere functie onder andere richten op de realisatie van een topsportaccommodatie in het Haagse Zuiderpark voor zowel de mannen- als vrouwentak van ADO Den Haag.
- Op 13 februari pakte ADO Den Haag knap een punt tegen PSV, de nummer 2 op de ranglijst. Michiel Kramer zorgde met een omhaal in blessuretijd voor de 2-2.
- Op 20 februari leed een zwak ADO Den Haag de dertiende nederlaag in 21 competitiewedstrijden. Tegen Fortuna Sittard werd het 2-0.
- Op 24 februari eindigde de degradatiekraker tussen Willem II (16e) en ADO Den Haag (17e) in een gelijkspel. Het duel bomvol penalty's, rode kaarten en fouten van de scheidsrechter resulteerde in 1-1.
- Op 27 februari maakten ADO en RKC Waalwijk (15e) er ook geen spektakel van. In Den Haag werd het 0-0.

### Maart 2021
- Op 6 maart verloor ADO, ondanks vele kansen, van SC Heerenveen met 3-0.
- Op 13 maart verloor ADO opnieuw een wedstrijd, en daarmee ook het uitzicht op de ploegen boven de degradatiestreep, na een 1-2 nederlaag met Heracles Almelo.
- Op 21 maart kwam ADO Den Haag op de laatste plaats in de competitie te staan na een 5-0 nederlaag tegen koploper AFC Ajax.
- Op 30 maart werden de aflopende contracten van Ricardo Kishna en Jong ADO-speler Benjamin Reemst met een jaar verlengd.

### April 2021
- Op 4 april verloor ADO vrij kansloos met 1-4 van FC Utrecht. Jonas Arweiler maakte de Haagse goal.
- Op 9 april wist ADO Den Haag knap een punt te pakken bij hoogvlieger Vitesse: 0-0.
- Op 22 april vond een kort geding plaats tussen ADO Den Haag en de aandeelhouder United Vansen, vanwege een achterstallige betaling van 2,1 miljoen euro en een naderend tekort en faillissement. De Hagenezen werden in het gelijk gesteld. Ondertussen zocht United Vansen een andere partij om de aandelen aan te verkopen.
- Op 25 april verloor ADO, ondanks een goede start, vrij kansloos van Fortuna Sittard met 0-3.

### Mei 2021
- Op 2 mei verraste ADO Den Haag vriend en vijand door Feyenoord met 3-2 verslaan. Door deze overwinning, tevens de eerste thuiszege van het seizoen, pakten de Hagenezen de laatste strohalm om degradatie te voorkomen.
- Op 9 mei zette ADO de stijgende lijn voort. PEC Zwolle werd opzij gezet met 0-1, door een doelpunt van Bobby Adekanye.
- Op 13 mei werd in de 33ste speelronde degradatie uit de Eredivisie een feit. ADO Den Haag verloor met 1-4 van Willem II.
- Op 16 mei, in de laatste speelronde, ging ADO opnieuw onderuit: FC Twente was met 3-2 te sterk.
- Op 31 mei werd het grasveld van ADO Den Haag bekroond met een derde plaats in de VVCS Veldencompetitie, met een score van 3,82.

## Selectie en staf ADO Den Haag

### Selectie ADO Den Haag 2020/21
| #   | Naam                   | Land                  | Positie      | Bij ADO sinds  | Tot  | E. | Voetbal | Kreeg geel | Kreeg voor de tweede keer geel en dus rood | Weggestuurd | B. | Voetbal | Kreeg geel | Kreeg voor de tweede keer geel en dus rood | Weggestuurd | T. | Voetbal | Kreeg geel | Kreeg voor de tweede keer geel en dus rood | Weggestuurd |
| --- | ---------------------- | --------------------- | ------------ | -------------- | ---- | -- | ------- | ---------- | ------------------------------------------ | ----------- | -- | ------- | ---------- | ------------------------------------------ | ----------- | -- | ------- | ---------- | ------------------------------------------ | ----------- |
| 1   | Luuk Koopmans          | Nederland             | Doelman      | Zomer 2019     | 2023 | 19 | 0       | 0          | 0                                          | 0           | 2  | 1       | 0          | 0                                          | 0           | 21 | 1       | 0          | 0                                          | 0           |
| 2   | Milan van Ewijk        | Nederland             | Verdediger   | Zomer 2019     | 2022 | 33 | 1       | 5          | 0                                          | 0           | 1  | 0       | 0          | 0                                          | 0           | 34 | 1       | 5          | 0                                          | 0           |
| 3   | Peet Bijen             | Nederland             | Verdediger   | Zomer 2020     | 2022 | 6  | 0       | 0          | 0                                          | 0           | 1  | 0       | 0          | 0                                          | 0           | 7  | 0       | 0          | 0                                          | 0           |
| 4   | Boy Kemper             | Nederland             | Verdediger   | Zomer 2020     | 2023 | 26 | 1       | 2          | 1                                          | 0           | 2  | 0       | 0          | 0                                          | 0           | 28 | 1       | 2          | 1                                          | 0           |
| 5   | Juan Familia-Castillo  | Nederland             | Verdediger   | Winter 2020/21 | 2021 | 16 | 0       | 3          | 0                                          | 0           | 1  | 0       | 1          | 0                                          | 0           | 17 | 0       | 4          | 0                                          | 0           |
| 8   | John Goossens          | Nederland             | Middenvelder | Winter 2017/18 | 2021 | 24 | 2       | 1          | 0                                          | 0           | 2  | 0       | 0          | 0                                          | 0           | 26 | 2       | 1          | 0                                          | 0           |
| 9   | Jonas Arweiler         | Duitsland             | Aanvaller    | Zomer 2020     | 2021 | 25 | 3       | 1          | 0                                          | 0           | 1  | 0       | 0          | 0                                          | 0           | 26 | 3       | 1          | 0                                          | 0           |
| 10  | Abdenasser El Khayati  | Nederland             | Middenvelder | Winter 2020/21 | 2021 | 11 | 2       | 1          | 0                                          | 0           | 0  | 0       | 0          | 0                                          | 0           | 11 | 2       | 1          | 0                                          | 0           |
| 12  | Cain Seedorf           | Nederland             | Verdediger   | Winter 2020/21 | 2021 | 3  | 0       | 0          | 0                                          | 0           | 0  | 0       | 0          | 0                                          | 0           | 3  | 0       | 0          | 0                                          | 0           |
| 14  | Kees de Boer           | Nederland             | Middenvelder | Zomer 2020     | 2022 | 20 | 0       | 3          | 0                                          | 0           | 1  | 0       | 0          | 0                                          | 0           | 21 | 0       | 3          | 0                                          | 0           |
| 15  | Dario Del Fabro        | Italië                | Verdediger   | Zomer 2020     | 2021 | 19 | 0       | 1          | 0                                          | 0           | 2  | 0       | 0          | 0                                          | 0           | 21 | 0       | 1          | 0                                          | 0           |
| 17  | Ilay Elmkies           | Israël                | Middenvelder | Zomer 2020     | 2021 | 9  | 0       | 1          | 0                                          | 0           | 1  | 0       | 0          | 0                                          | 0           | 10 | 0       | 1          | 0                                          | 0           |
| 18  | David Philipp          | Duitsland             | Aanvaller    | Zomer 2020     | 2022 | 15 | 2       | 1          | 0                                          | 0           | 2  | 0       | 0          | 0                                          | 0           | 17 | 2       | 1          | 0                                          | 0           |
| 19  | Shaquille Pinas        | Suriname              | Verdediger   | Zomer 2017     | 2021 | 27 | 3       | 5          | 0                                          | 0           | 2  | 0       | 1          | 0                                          | 0           | 29 | 3       | 6          | 0                                          | 0           |
| 20  | Vicente Besuijen       | Nederland             | Aanvaller    | Zomer 2020     | 2023 | 30 | 1       | 5          | 0                                          | 0           | 1  | 0       | 0          | 0                                          | 0           | 31 | 1       | 5          | 0                                          | 0           |
| 21  | Bilal Ould-Chikh       | Nederland             | Aanvaller    | Zomer 2019     | 2021 | 14 | 0       | 1          | 0                                          | 0           | 2  | 0       | 0          | 0                                          | 0           | 16 | 0       | 1          | 0                                          | 0           |
| 22  | Robert Zwinkels        | Nederland             | Doelman      | Zomer 2005     | 2021 | 0  | 0       | 0          | 0                                          | 0           | 0  | 0       | 0          | 0                                          | 0           | 0  | 0       | 0          | 0                                          | 0           |
| 23  | José Pascual Alba Seva | Spanje                | Middenvelder | Zomer 2020     | 2021 | 13 | 0       | 1          | 0                                          | 0           | 0  | 0       | 0          | 0                                          | 0           | 13 | 0       | 1          | 0                                          | 0           |
| 24  | Bobby Adekanye         | Nederland             | Aanvaller    | Winter 2020/21 | 2021 | 14 | 2       | 1          | 0                                          | 0           | 0  | 0       | 0          | 0                                          | 0           | 14 | 2       | 1          | 0                                          | 0           |
| 25  | Jamal Amofa            | Nederland             | Verdediger   | Zomer 2020     | 2022 | 6  | 0       | 1          | 0                                          | 0           | 2  | 0       | 0          | 0                                          | 0           | 8  | 0       | 1          | 0                                          | 0           |
| 26  | Sem Steijn             | Nederland             | Middenvelder | Winter 2019/20 | 2022 | 0  | 0       | 0          | 0                                          | 0           | 0  | 0       | 0          | 0                                          | 0           | 0  | 0       | 0          | 0                                          | 0           |
| 27  | Xander Severina        | Nederland             | Aanvaller    | Winter 2020/21 | 2023 | 2  | 0       | 0          | 0                                          | 0           | 0  | 0       | 0          | 0                                          | 0           | 2  | 0       | 0          | 0                                          | 0           |
| 27* | Yahya Boussakou        | Nederland             | Aanvaller    | Zomer 2018     | 2022 | 0  | 0       | 0          | 0                                          | 0           | 0  | 0       | 0          | 0                                          | 0           | 0  | 0       | 0          | 0                                          | 0           |
| 28  | Silvinho Esajas        | Nederland             | Verdediger   | Winter 2020/21 | 2021 | 2  | 0       | 0          | 0                                          | 0           | 0  | 0       | 0          | 0                                          | 0           | 2  | 0       | 0          | 0                                          | 0           |
| 28* | Maarten Rieder         | Nederland             | Middenvelder | Zomer 2019     | 2021 | 0  | 0       | 0          | 0                                          | 0           | 0  | 0       | 0          | 0                                          | 0           | 0  | 0       | 0          | 0                                          | 0           |
| 29  | Michiel Kramer         | Nederland             | Aanvaller    | Zomer 2019     | 2021 | 29 | 6       | 5          | 0                                          | 0           | 1  | 0       | 1          | 0                                          | 0           | 30 | 6       | 6          | 0                                          | 0           |
| 30  | Youness Mokhtar        | Nederland             | Aanvaller    | Winter 2020/21 | 2021 | 10 | 0       | 1          | 0                                          | 0           | 0  | 0       | 0          | 0                                          | 0           | 10 | 0       | 1          | 0                                          | 0           |
| 31  | Ricardo Kishna         | Nederland             | Aanvaller    | Zomer 2020     | 2022 | 16 | 0       | 1          | 0                                          | 0           | 0  | 0       | 0          | 0                                          | 0           | 16 | 0       | 1          | 0                                          | 0           |
| 33  | Amine Essabri          | België                | Aanvaller    | Zomer 2020     | 2022 | 0  | 0       | 0          | 0                                          | 0           | 0  | 0       | 0          | 0                                          | 0           | 0  | 0       | 0          | 0                                          | 0           |
| 34  | Amar Ćatić             | Bosnië en Herzegovina | Aanvaller    | Zomer 2020     | 2023 | 14 | 0       | 2          | 0                                          | 0           | 1  | 1       | 0          | 0                                          | 0           | 15 | 1       | 2          | 0                                          | 0           |
| 35  | Youri Schoonderwaldt   | Nederland             | Doelman      | Zomer 2020     | 2022 | 0  | 0       | 0          | 0                                          | 0           | 0  | 0       | 0          | 0                                          | 0           | 0  | 0       | 0          | 0                                          | 0           |
| 36  | Jonathan Mulder        | Nederland             | Verdediger   | Zomer 2020     | 2022 | 1  | 0       | 0          | 0                                          | 0           | 0  | 0       | 0          | 0                                          | 0           | 1  | 0       | 0          | 0                                          | 0           |
| 43  | Lassana Faye           | Nederland             | Verdediger   | Zomer 2020     | 2021 | 12 | 0       | 1          | 0                                          | 0           | 0  | 0       | 0          | 0                                          | 0           | 12 | 0       | 1          | 0                                          | 0           |
| 51  | Gianni Zuiverloon      | Nederland             | Verdediger   | Zomer 2020     | 2021 | 8  | 0       | 1          | 0                                          | 0           | 0  | 0       | 0          | 0                                          | 0           | 8  | 0       | 1          | 0                                          | 0           |
| 53  | Daryl Janmaat          | Nederland             | Verdediger   | Winter 2020/21 | 2023 | 4  | 0       | 0          | 0                                          | 0           | 0  | 0       | 0          | 0                                          | 0           | 4  | 0       | 0          | 0                                          | 0           |
| 88  | Marko Vejinović        | Nederland             | Middenvelder | Winter 2020/21 | 2023 | 17 | 0       | 7          | 0                                          | 0           | 0  | 0       | 0          | 0                                          | 0           | 17 | 0       | 7          | 0                                          | 0           |
| 90  | Martin Fraisl          | Oostenrijk            | Doelman      | Winter 2020/21 | 2021 | 15 | 0       | 0          | 0                                          | 0           | 0  | 0       | 0          | 0                                          | 0           | 15 | 0       | 0          | 0                                          | 0           |
| 95  | Tomislav Gomelt        | Kroatië               | Middenvelder | Winter 2020/21 | 2021 | 10 | 1       | 0          | 0                                          | 1           | 0  | 0       | 0          | 0                                          | 0           | 10 | 1       | 0          | 0                                          | 1           |

### Verhuurde spelers
| #  | Naam              | Land      | Positie      | Bij ADO sinds  | Contract tot | E. | Voetbal | Kreeg geel | Kreeg voor de tweede keer geel en dus rood | Weggestuurd | B. | Voetbal | Kreeg geel | Kreeg voor de tweede keer geel en dus rood | Weggestuurd | T. | Voetbal | Kreeg geel | Kreeg voor de tweede keer geel en dus rood | Weggestuurd |
| -- | ----------------- | --------- | ------------ | -------------- | ------------ | -- | ------- | ---------- | ------------------------------------------ | ----------- | -- | ------- | ---------- | ------------------------------------------ | ----------- | -- | ------- | ---------- | ------------------------------------------ | ----------- |
| 17 | Danny Bakker      | Nederland | Middenvelder | Winter 2012/13 | Zomer 2021   | 0  | 0       | 0          | 0                                          | 0           | 0  | 0       | 0          | 0                                          | 0           | 0  | 0       | 0          | 0                                          | 0           |
| x  | Hugo Botermans    | Nederland | Aanvaller    | Zomer 2020     | Zomer 2021   | 0  | 0       | 0          | 0                                          | 0           | 0  | 0       | 0          | 0                                          | 0           | 0  | 0       | 0          | 0                                          | 0           |
| x  | Mike Havekotte    | Nederland | Keeper       | Zomer 2020     | Zomer 2021   | 0  | 0       | 0          | 0                                          | 0           | 0  | 0       | 0          | 0                                          | 0           | 0  | 0       | 0          | 0                                          | 0           |
| x  | Lorenzo van Kleef | Nederland | Middenvelder | Zomer 2019     | Zomer 2021   | 0  | 0       | 0          | 0                                          | 0           | 0  | 0       | 0          | 0                                          | 0           | 0  | 0       | 0          | 0                                          | 0           |
| 5  | Aaron Meijers     | Nederland | Verdediger   | Zomer 2012     | Zomer 2022   | 0  | 0       | 0          | 0                                          | 0           | 0  | 0       | 0          | 0                                          | 0           | 0  | 0       | 0          | 0                                          | 0           |
| x  | Dehninio Muringen | Nederland | Verdediger   | Zomer 2019     | Zomer 2021   | 0  | 0       | 0          | 0                                          | 0           | 0  | 0       | 0          | 0                                          | 0           | 0  | 0       | 0          | 0                                          | 0           |
| x  | Robin Polley      | Ghana     | Verdediger   | Zomer 2018     | Zomer 2021   | 0  | 0       | 0          | 0                                          | 0           | 0  | 0       | 0          | 0                                          | 0           | 0  | 0       | 0          | 0                                          | 0           |
| 24 | Evan Rottier      | Nederland | Aanvaller    | Zomer 2020     | Zomer 2022   | 0  | 0       | 0          | 0                                          | 0           | 0  | 0       | 0          | 0                                          | 0           | 0  | 0       | 0          | 0                                          | 0           |

### Tussentijds vertrokken spelers
| #  | Naam           | Land        | Positie      | Bij ADO sinds | Contract tot | E. | Voetbal | Kreeg geel | Kreeg voor de tweede keer geel en dus rood | Weggestuurd | B. | Voetbal | Kreeg geel | Kreeg voor de tweede keer geel en dus rood | Weggestuurd | T. | Voetbal | Kreeg geel | Kreeg voor de tweede keer geel en dus rood | Weggestuurd |
| -- | -------------- | ----------- | ------------ | ------------- | ------------ | -- | ------- | ---------- | ------------------------------------------ | ----------- | -- | ------- | ---------- | ------------------------------------------ | ----------- | -- | ------- | ---------- | ------------------------------------------ | ----------- |
| 11 | Samy Bourard   | België      | Middenvelder | Zomer 2020    | Zomer 2022   | 17 | 3       | 3          | 0                                          | 0           | 2  | 0       | 0          | 0                                          | 0           | 19 | 3       | 3          | 0                                          | 0           |
| 17 | Nikos Karelis  | Griekenland | Aanvaller    | Zomer 2020    | Zomer 2021   | 9  | 0       | 0          | 0                                          | 0           | 2  | 0       | 0          | 0                                          | 0           | 11 | 0       | 0          | 0                                          | 0           |
| 5  | Ravel Morrison | Engeland    | Middenvelder | Zomer 2020    | Zomer 2021   | 4  | 0       | 1          | 0                                          | 0           | 1  | 0       | 0          | 0                                          | 0           | 5  | 0       | 1          | 0                                          | 0           |
| 6  | Dante Rigo     | België      | Middenvelder | Zomer 2020    | Zomer 2021   | 11 | 0       | 0          | 0                                          | 0           | 1  | 0       | 0          | 0                                          | 0           | 12 | 0       | 0          | 0                                          | 0           |
| 7  | Andrei Rațiu   | Roemenië    | Verdediger   | Zomer 2020    | Zomer 2021   | 10 | 0       | 0          | 0                                          | 0           | 2  | 0       | 0          | 0                                          | 0           | 12 | 0       | 0          | 0                                          | 0           |

### Spelers per positie
| Naam                   | Geboortedatum     | Doelman | Verdediging | Verdediging | Verdediging | Middenveld | Middenveld | Aanval | Aanval | Aanval |
| Naam                   | Geboortedatum     | GK      | RA          | CV          | LA          | VM         | AM         | RV     | LV     | SP     |
| ---------------------- | ----------------- | ------- | ----------- | ----------- | ----------- | ---------- | ---------- | ------ | ------ | ------ |
| Luuk Koopmans          | 18 november 1993  | x       |             |             |             |            |            |        |        |        |
| Robert Zwinkels        | 4 mei 1983        | x       |             |             |             |            |            |        |        |        |
| Martin Fraisl          | 10 mei 1993       | x       |             |             |             |            |            |        |        |        |
| Youri Schoonderwaldt   | 13 maart 2000     | x       |             |             |             |            |            |        |        |        |
| Mike Havekotte (*v)    | 12 september 1995 | x       |             |             |             |            |            |        |        |        |
| Daryl Janmaat          | 22 juli 1989      |         | x           | x           |             |            |            |        |        |        |
| Milan van Ewijk        | 8 september 2000  |         | x           |             |             |            |            |        |        |        |
| Cain Seedorf           | 19 januari 2000   |         | x           |             |             |            |            | x      |        |        |
| Robin Polley (*v)      | 28 december 1998  |         | x           |             |             |            |            | x      |        |        |
| Shaquille Pinas        | 19 maart 1998     |         |             | x           |             | x          |            |        |        |        |
| Peet Bijen             | 28 januari 1995   |         |             | x           |             |            |            |        |        |        |
| Dario Del Fabro        | 24 maart 1995     |         |             | x           |             |            |            |        |        |        |
| Gianni Zuiverloon      | 30 december 1986  |         | x           | x           |             |            |            |        |        |        |
| Jamal Amofa            | 25 november 1998  |         | x           | x           | x           |            |            |        |        |        |
| Silvinho Esajas        | 8 juli 2002       |         |             | x           |             |            |            |        |        |        |
| Dehninio Muringen (*v) | 1 februari 1999   |         |             | x           |             |            |            |        |        |        |
| Boy Kemper             | 21 juni 1999      |         |             | x           | x           |            |            |        |        |        |
| Juan Familia-Castillo  | 13 januari 2000   |         |             |             | x           |            | x          |        | x      |        |
| Lassana Faye           | 15 juni 1998      |         |             |             | x           |            |            |        |        |        |
| Jonathan Mulder        | 2 januari 2002    |         |             | x           | x           | x          |            |        |        |        |
| Aaron Meijers (*v)     | 28 oktober 1987   |         |             |             | x           | x          | x          |        | x      |        |
| Marko Vejinović        | 3 februari 1990   |         |             |             |             | x          | x          |        |        |        |
| Kees de Boer           | 13 mei 2000       |         |             |             |             | x          | x          |        |        |        |
| José Pascual Alba Seva | 2 april 2000      |         |             |             |             | x          | x          |        |        |        |
| Tomislav Gomelt        | 7 januari 1995    |         |             |             |             | x          | x          |        |        |        |
| Sem Steijn             | 12 november 2001  |         |             |             |             | x          | x          |        |        |        |
| Lorenzo van Kleef (*v) | 26 januari 2001   |         |             |             |             | x          | x          |        |        |        |
| Danny Bakker (*v)      | 16 januari 1995   |         |             | x           |             | x          |            |        |        |        |
| Abdenasser El Khayati  | 7 februari 1989   |         |             |             |             |            | x          |        |        |        |
| John Goossens          | 25 juli 1988      |         |             |             |             | x          | x          |        | x      |        |
| Ilay Elmkies           | 10 maart 2000     |         |             |             |             | x          | x          |        |        |        |
| Maarten Rieder         | 29 september 1999 |         |             |             |             | x          | x          |        |        |        |
| Vicente Besuijen       | 10 april 2001     |         |             |             |             |            |            | x      | x      | x      |
| David Philipp          | 10 april 2000     |         |             |             |             |            | x          | x      | x      |        |
| Bilal Ould-Chikh       | 28 juli 1997      |         |             |             |             |            |            | x      | x      |        |
| Amar Ćatić             | 21 januari 1999   |         |             |             |             |            |            | x      | x      | x      |
| Xander Severina        | 12 april 2001     |         |             |             |             |            |            | x      | x      |        |
| Yahya Boussakou        | 4 maart 2000      |         |             |             |             |            |            | x      | x      |        |
| Amine Essabri          | 11 september 2001 |         |             |             |             |            | x          | x      | x      |        |
| Ricardo Kishna         | 4 januari 1995    |         |             |             |             |            |            | x      | x      |        |
| Youness Mokhtar        | 29 augustus 1991  |         |             |             |             |            | x          | x      | x      |        |
| Bobby Adekanye         | 14 februari 1999  |         |             |             |             |            |            | x      | x      | x      |
| Michiel Kramer         | 3 december 1988   |         |             |             |             |            |            |        |        | x      |
| Jonas Arweiler         | 10 april 1997     |         |             |             |             |            |            |        |        | x      |
| Evan Rottier (*v)      | 11 februari 2002  |         |             |             |             |            |            |        |        | x      |
| Hugo Botermans (*v)    | 2 maart 2000      |         |             |             |             |            |            |        |        | x      |

### Transfers
Zomer 2020: aangetrokken:
- Jamal Amofa → eigen gelederen
- Jonas Arweiler → FC Utrecht (gehuurd)
- Vicente Besuijen → AS Roma
- Kees de Boer → Swansea City AFC
- Samy Bourard → FC Eindhoven
- Peet Bijen → FC Twente
- Amar Ćatić → PSV
- Dario Del Fabro → Juventus FC (gehuurd)
- Ilay Elmkies → TSG 1899 Hoffenheim (gehuurd)
- Amine Essabri → eigen gelederen
- Emilio Estevez Tsai → York9 FC (* sluit aan bij beloften)
- Milan van Ewijk → SC Cambuur (was verhuurd)
- Lassana Faye → Sparta Rotterdam (gehuurd)
- Nikos Karelis → Brentford FC
- Boy Kemper → AFC Ajax
- Ricardo Kishna → SS Lazio
- Ravel Morrison → Sheffield United FC
- Jonathan Mulder → AZ (* sluit aan bij beloften)
- José Pascual 'Pascu' Alba Seva → Valencia CF Mestalla
- David Philipp → Werder Bremen (gehuurd voor twee seizoenen)
- Andrei Rațiu → Villarreal CF (gehuurd)
- Dante Rigo → PSV (gehuurd)
- Evan Rottier → eigen gelederen
- Youri Schoonderwaldt → eigen gelederen
- Gianni Zuiverloon → Kerala Blasters FC

Zomer 2020: vertrokken:
- Hennos Asmelash → FK Inhoelets Petrove (was verhuurd aan TOP Oss)
- Tudor Băluță → Brighton & Hove Albion FC (was gehuurd)
- Danny Bakker → Roda JC Kerkrade (verhuurd)
- Tom Beugelsdijk → Sparta Rotterdam
- Aleksandar Bjelica → ND Gorica (was gehuurd van Korona Kielce)
- Laurens De Bock → Zulte Waregem (was gehuurd van Leeds United AFC)
- Omar Bogle → Cardiff City FC (was gehuurd)
- Hugo Botermans → FC Eindhoven (verhuurd)
- Mick van Buren → Slavia Praag (was gehuurd)
- Mark Duffy → Fleetwood Town FC (was gehuurd van Sheffield United FC)
- Lance Duijvestijn → Helmond Sport
- Erik Falkenburg → Roda JC Kerkrade
- Thijmen Goppel → Roda JC Kerkrade (was verhuurd aan MVV Maastricht)
- Mike Havekotte → MVV Maastricht (verhuurd, was verhuurd aan FC Dordrecht)
- Thom Haye → NAC Breda (was al verhuurd)
- Elson Hooi → Al Muaither
- Lex Immers → NAC Breda
- Mats van Kins → VV Noordwijk
- Lorenzo van Kleef → FC Eindhoven (verhuurd)
- Keyennu Lont → Feyenoord
- Dion Malone → NAC Breda
- Aaron Meijers → Sparta Rotterdam (verhuurd)
- Dehninio Muringen → FC Dordrecht (opnieuw verhuurd)
- Tomáš Necid → FC Bohemians 1905 Praag
- Robin Polley → FC Dordrecht (opnieuw verhuurd)
- Jordan Spence → nnb.
- Sam Stubbs → Fleetwood Town FC (was gehuurd van Middlesbrough FC)
- Crysencio Summerville → Leeds United AFC (was gehuurd van Feyenoord)
- George Thomas → Queens Park Rangers FC (was gehuurd van Leicester City FC)

Winter 2020/21: aangetrokken:
- Bobby Adekanye → SS Lazio (gehuurd)
- Abdenasser El Khayati → Qatar SC
- Silvinho Esajas → eigen gelederen
- Juan Familia-Castillo → Chelsea FC (gehuurd)
- Martin Fraisl → SV Sandhausen
- Tomislav Gomelt → FC Crotone
- Daryl Janmaat → Watford FC
- Youness Mokhtar → Columbus Crew
- Cain Seedorf → eigen gelederen
- Xander Severina → eigen gelederen
- Marko Vejinović → Arka Gdynia

Winter 2020/21: vertrokken:
- Samy Bourard → MOL Fehérvár FC (€300.000)
- Emilio Estevez Tsai → Ourense CF
- Nikos Karelis → Panetolikos
- Ravel Morrison → nnb.
- Andrei Rațiu → Villarreal CF (was gehuurd)
- Dante Rigo → PSV (was gehuurd)
- Evan Rottier → TOP Oss (verhuurd)

### Technische staf
| Functie                     | Naam                    | Bij ADO sinds | Contract tot  |
| --------------------------- | ----------------------- | ------------- | ------------- |
| Hoofdtrainer                | (1) Aleksandar Ranković | Zomer 2020    | November 2020 |
| Hoofdtrainer                | (2) Ruud Brood          | November 2020 | Zomer 2022    |
| Assistent-trainer           | (1) Richard Knopper     | Zomer 2020    | November 2020 |
| Assistent-trainer           | (2) Adrie Bogers        | November 2020 | Zomer 2022    |
| Assistent-trainer           | / Michele Santoni       | Zomer 2020    | Zomer 2022    |
| Keeperstrainer              | Hans Segers             | Zomer 2020    | Zomer 2021    |
| Spitsentrainer              | Rick Hoogendorp         | Zomer 2009    | Zomer 2022    |
| Loop- en hersteltrainer     | John Nieuwenburg        | Zomer 2016    | Zomer 2023    |
| Verzorger                   | / Dino Nunes            | Zomer 2007    |               |
| Materiaalman/Logistiek      | Rob Ravestein           |               |               |
| Teammanager                 | Dave Sietaram           | Zomer 2020    |               |
| Fysiotherapeut              | Edwin Coret             | Zomer 2003    |               |
| Fysiotherapeut              | Mike Kerklaan           | Zomer 2020    |               |
| Inspanningsfysioloog        | Ajey Raghosing          | Zomer 2020    |               |
| Clubarts                    | Bas Bulder              | Zomer 2015    |               |
| Video-analist               | Koen Berkheij           | Zomer 2020    |               |
| Spelersbegeleider           | Philip Nijgh            | Zomer 2009    |               |
| Perschef                    | Koen Jans               | Oktober 2019  |               |
| Hoofdscout & dataspecialist | Taco van den Velde      | Zomer 2020    | Januari 2021  |

### Directie
| Functie                                            | Naam                     | Bij ADO sinds | Contract tot |
| -------------------------------------------------- | ------------------------ | ------------- | ------------ |
| Eigenaar                                           | Wang Hui / Felix Wu      | Januari 2015  |              |
| Algemeen directeur                                 | / Mohammed Hamdi         | Augustus 2019 |              |
| Financieel directeur                               | Jachin Wildemans         | Januari 2020  |              |
| Commercieel manager/directeur                      | Gert-Jan Bunt            | Maart 2020    |              |
| Technisch manager/directeur                        | nnb.                     |               |              |
| Manager Stadion, Veiligheid & Wedstrijdorganisatie | (1) Marcel van der Holst |               | Maart 2021   |
| Manager Stadion, Veiligheid & Wedstrijdorganisatie | (2) Leo Vellekoop        | Maart 2021    | Zomer 2021   |
| Tevens actief in een adviserende rol               | Martin Jol               | Januari 2020  |              |
| Voorzitter Raad van Commissarissen                 | Frans van Steenis        | April 2020    |              |

## Statistieken ADO Den Haag in het seizoen 2020/21

### Clubtopscorers 2020/21
| #   | Naam                        | Doelpunten | Doelpunten | Doelpunten | Assists    | Assists    | Assists |
| #   | Naam                        | Eredivisie | KNVB Beker | Totaal     | Eredivisie | KNVB Beker | Totaal  |
| --- | --------------------------- | ---------- | ---------- | ---------- | ---------- | ---------- | ------- |
| 1.  | Michiel Kramer              | 6          | 0          | 6          | 2          | 0          | 2       |
| 2.  | Jonas Arweiler              | 3          | 0          | 3          | 2          | 0          | 2       |
| 3.  | Samy Bourard                | 3          | 0          | 3          | 1          | 0          | 1       |
| 4.  | Shaquille Pinas             | 3          | 0          | 3          | 0          | 0          | 0       |
| 5.  | John Goossens               | 2          | 0          | 2          | 3          | 0          | 3       |
| 6.  | Abdenasser El Khayati       | 2          | 0          | 2          | 1          | 0          | 1       |
| 7.  | Bobby Adekanye              | 2          | 0          | 2          | 0          | 0          | 0       |
| 8.  | David Philipp               | 2          | 0          | 2          | 0          | 0          | 0       |
| 9.  | Vicente Besuijen            | 1          | 0          | 1          | 3          | 1          | 4       |
| 10. | Milan van Ewijk             | 1          | 0          | 1          | 3          | 0          | 3       |
| 11. | Amar Ćatić                  | 0          | 1          | 1          | 0          | 0          | 0       |
| 12. | Tomislav Gomelt             | 1          | 0          | 1          | 0          | 0          | 0       |
| 13. | Boy Kemper                  | 1          | 0          | 1          | 0          | 0          | 0       |
| 14. | Luuk Koopmans               | 0          | 1          | 1          | 0          | 0          | 0       |
| 15. | Kees de Boer                | 0          | 0          | 0          | 2          | 0          | 2       |
| 16. | Lassana Faye                | 0          | 0          | 0          | 1          | 0          | 1       |
| 17. | Bilal Ould-Chikh            | 0          | 0          | 0          | 0          | 1          | 1       |
| 18. | José Pascual Alba Seva      | 0          | 0          | 0          | 1          | 0          | 1       |
| 19. | Marko Vejinović             | 0          | 0          | 0          | 1          | 0          | 1       |
| 20. | eigen doelpunt tegenstander | 2          | 0          | 2          | /          | /          | /       |

### Doelmannen 2020/21
| #  | Naam                 | Eredivisie  | Eredivisie       | Eredivisie      | Eredivisie                 | KNVB Beker  | KNVB Beker       | KNVB Beker      | KNVB Beker                 |
| #  | Naam                 | Wedstrijden | Doelpunten tegen | De nul gehouden | Strafschoppen niet in doel | Wedstrijden | Doelpunten tegen | De nul gehouden | Strafschoppen niet in doel |
| -- | -------------------- | ----------- | ---------------- | --------------- | -------------------------- | ----------- | ---------------- | --------------- | -------------------------- |
| 1. | Luuk Koopmans        | 19          | 44               | 2x              | 0/4                        | 2           | 3                | 0×              | 0/0                        |
| 2. | Martin Fraisl        | 15          | 32               | 3x              | 1/3                        | 0           | 0                | 0×              | 0/0                        |
| 3. | Robert Zwinkels      | 0           | 0                | 0x              | 0/0                        | 0           | 0                | 0×              | 0/0                        |
| 4. | Youri Schoonderwaldt | 0           | 0                | 0x              | 0/0                        | 0           | 0                | 0×              | 0/0                        |

### Eindstand ADO Den Haag in Nederlandse Eredivisie 2020/21
| Stand | Gespeeld | Gewonnen | Gelijk | Verloren | Punten | Doelpunten voor | Doelpunten tegen | Gele kaarten | 2× Geel > Rood | Rode kaarten |
| ----- | -------- | -------- | ------ | -------- | ------ | --------------- | ---------------- | ------------ | -------------- | ------------ |
| 18e   | 34       | 4        | 10     | 20       | 22     | 29              | 76               | 57           | 1              | 1            |

### Stand, punten en doelpunten per speelronde 2020/21
| Speelronde              | 1                   | 2                   | 3                   | 4                   | 5                   | 6                   | 7                   | 8                   | 9          | 10         | 11         | 12         | 13         | 14         | 15         | 16         | 17         | 18         | 19         | 20         | 22*        | 23*        | 21*        | 24         | 25         | 26         | 27         | 28         | 29         | 30         | 31         | 32         | 33         | 34         |
| ----------------------- | ------------------- | ------------------- | ------------------- | ------------------- | ------------------- | ------------------- | ------------------- | ------------------- | ---------- | ---------- | ---------- | ---------- | ---------- | ---------- | ---------- | ---------- | ---------- | ---------- | ---------- | ---------- | ---------- | ---------- | ---------- | ---------- | ---------- | ---------- | ---------- | ---------- | ---------- | ---------- | ---------- | ---------- | ---------- | ---------- |
| Trainer                 | Aleksandar Ranković | Aleksandar Ranković | Aleksandar Ranković | Aleksandar Ranković | Aleksandar Ranković | Aleksandar Ranković | Aleksandar Ranković | Aleksandar Ranković | Ruud Brood | Ruud Brood | Ruud Brood | Ruud Brood | Ruud Brood | Ruud Brood | Ruud Brood | Ruud Brood | Ruud Brood | Ruud Brood | Ruud Brood | Ruud Brood | Ruud Brood | Ruud Brood | Ruud Brood | Ruud Brood | Ruud Brood | Ruud Brood | Ruud Brood | Ruud Brood | Ruud Brood | Ruud Brood | Ruud Brood | Ruud Brood | Ruud Brood | Ruud Brood |
| Punten per speelronde   | 0                   | 0                   | 0                   | 3                   | 0                   | 1                   | 0                   | 0                   | 0          | 1          | 1          | 1          | 0          | 0          | 3          | 0          | 0          | 1          | 0          | 1          | 1          | 0          | 1          | 1          | 0          | 0          | 0          | 0          | 1          | 0          | 3          | 3          | 0          | 0          |
| Punten na speelronde    | 0                   | 0                   | 0                   | 3                   | 3                   | 4                   | 4                   | 4                   | 4          | 5          | 6          | 7          | 7          | 7          | 10         | 10         | 10         | 11         | 11         | 12         | 13         | 13         | 14         | 15         | 15         | 15         | 15         | 15         | 16         | 16         | 19         | 22         | 22         | 22         |
| Stand na speelronde     | 15e                 | 15e                 | 16e                 | 14e                 | 16e                 | 15e                 | 15e                 | 16e                 | 16e        | 16e        | 17e        | 17e        | 17e        | 17e        | 16e        | 16e        | 17e        | 16e        | 16e        | 17e        | 17e        | 17e        | 17e        | 17e        | 17e        | 17e        | 18e        | 18e        | 18e        | 18e        | 18e        | 18e        | 18e        | 18e        |
| Goals per speelronde    | 0                   | 0                   | 2                   | 2                   | 0                   | 2                   | 0                   | 2                   | 0          | 1          | 1          | 1          | 2          | 0          | 1          | 1          | 1          | 0          | 0          | 1          | 2          | 0          | 1          | 0          | 0          | 1          | 0          | 1          | 0          | 0          | 3          | 1          | 1          | 2          |
| Goals na speelronde     | 0                   | 0                   | 2                   | 4                   | 4                   | 6                   | 6                   | 8                   | 8          | 9          | 10         | 11         | 13         | 13         | 14         | 15         | 16         | 16         | 16         | 17         | 19         | 19         | 20         | 20         | 20         | 21         | 21         | 22         | 22         | 22         | 25         | 26         | 27         | 29         |
| Doelsaldo na speelronde | -2                  | -3                  | -5                  | -4                  | -6                  | -6                  | -10                 | -12                 | -18        | -18        | -18        | -18        | -20        | -22        | -21        | -24        | -25        | -25        | -28        | -28        | -28        | -30        | -30        | -30        | -33        | -34        | -39        | -42        | -42        | -45        | -44        | -43        | -46        | -47        |

### Thuis/uit-verhouding 2020/21
| Tegenstander | Ajax  | AZ    | FC Emmen | Feyenoord | Fortuna Sittard | FC Groningen | sc Heerenveen | Heracles Almelo | PEC Zwolle | PSV   | RKC Waalwijk | Sparta Rotterdam | FC Twente | FC Utrecht | Vitesse | VVV-Venlo | Willem II | Punten totaal |
| ------------ | ----- | ----- | -------- | --------- | --------------- | ------------ | ------------- | --------------- | ---------- | ----- | ------------ | ---------------- | --------- | ---------- | ------- | --------- | --------- | ------------- |
| ADO thuis    | 2 – 4 | 2 – 2 | 0 – 0    | 3 – 2     | 0 – 3           | 0 – 1        | 1 – 1         | 1 – 2           | 0 – 2      | 2 – 2 | 0 – 0        | 1 – 1            | 2 – 4     | 1 – 4      | 0 – 2   | 1 – 4     | 1 – 4     | 9             |
| ADO uit      | 5 – 0 | 2 – 1 | 1 – 1    | 4 – 2     | 2 – 0           | 3 – 0        | 3 – 0         | 2 – 0           | 0 – 1      | 4 – 0 | 0 – 1        | 6 – 0            | 3 – 2     | 1 – 1      | 0 – 0   | 1 – 2     | 1 – 1     | 13            |
| Punten       | 0     | 1     | 2        | 3         | 0               | 0            | 1             | 0               | 3          | 1     | 4            | 1                | 0         | 1          | 1       | 3         | 1         | 22            |

### Toeschouwersaantallen 2020/21
| Tegenstander | Ajax | AZ | FC Emmen | Feyenoord   | Fortuna Sittard | FC Groningen | sc Heerenveen | Heracles Almelo | PEC Zwolle | PSV | RKC Waalwijk | Sparta Rotterdam | FC Twente | FC Utrecht | Vitesse | VVV-Venlo | Willem II | Totaal |
| ------------ | ---- | -- | -------- | ----------- | --------------- | ------------ | ------------- | --------------- | ---------- | --- | ------------ | ---------------- | --------- | ---------- | ------- | --------- | --------- | ------ |
| ADO thuis    | 0*   | 0* | 0*       | 0*          | 939 (0*)        | 3.378 (0*)   | 0*            | 0*              | 0*         | 0*  | 0*           | 0*               | 0*        | 0*         | 0*      | 0*        | 0*        | 4.317  |
| ADO uit      | 0*   | 0* | 0*       | 13.000 (0*) | 0*              | 0*           | 0*            | 2.700 (0*)      | 0*         | 0*  | 0*           | 0*               | 0*        | 0*         | 0*      | 0*        | 0*        | –      |

(*: Bij deze wedstrijden mochten er geen (uit)supporters aanwezig zijn.)

### Kaarten per speelronde 2020/21
| Speelronde              | style="width:2%"! 1 | style="width:2%"! 2 | style="width:2%"! 3 | style="width:2%"! 4 | style="width:2%"! 5 | style="width:2%"! 6 | style="width:2%"! 7 | style="width:2%"! 8 | style="width:2%"! 9 | style="width:2%"! 10 | style="width:2%"! 11 | style="width:2%"! 12 | style="width:2%"! 13 | style="width:2%"! 14 | style="width:2%"! 15 | style="width:2%"! 16 | style="width:2%"! 17 | style="width:2%"! 18 | style="width:2%"! 19 | style="width:2%"! 20 | style="width:2%"! 22* | style="width:2%"! 23* | style="width:2%"! 21* | style="width:2%"! 24 | style="width:2%"! 25 | style="width:2%"! 26 | style="width:2%"! 27 | style="width:2%"! 28 | style="width:2%"! 29 | style="width:2%"! 30 | style="width:2%"! 31 | style="width:2%"! 32 | style="width:2%"! 33 | style="width:2%"! 34 |
| ----------------------- | ------------------- | ------------------- | ------------------- | ------------------- | ------------------- | ------------------- | ------------------- | ------------------- | ------------------- | -------------------- | -------------------- | -------------------- | -------------------- | -------------------- | -------------------- | -------------------- | -------------------- | -------------------- | -------------------- | -------------------- | --------------------- | --------------------- | --------------------- | -------------------- | -------------------- | -------------------- | -------------------- | -------------------- | -------------------- | -------------------- | -------------------- | -------------------- | -------------------- | -------------------- |
| Gele kaarten per duel   | 1                   | 1                   | 1                   | 1                   | 2                   | 2                   | 1                   | 0                   | 2                   | 0                    | 4                    | 1                    | 0                    | 1                    | 2                    | 3                    | 0                    | 2                    | 2                    | 4                    | 0                     | 1                     | 0                     | 2                    | 1                    | 6                    | 0                    | 2                    | 6                    | 1                    | 3                    | 2                    | 2                    | 1                    |
| Gele kaarten in totaal  | 1                   | 2                   | 3                   | 4                   | 6                   | 8                   | 9                   | 9                   | 11                  | 11                   | 15                   | 16                   | 16                   | 17                   | 19                   | 22                   | 22                   | 24                   | 26                   | 30                   | 30                    | 31                    | 31                    | 33                   | 34                   | 40                   | 40                   | 42                   | 48                   | 49                   | 52                   | 54                   | 56                   | 57                   |
| Rode kaarten per duel   | 1                   | 0                   | 0                   | 0                   | 0                   | 0                   | 0                   | 0                   | 0                   | 0                    | 0                    | 0                    | 0                    | 0                    | 0                    | 0                    | 0                    | 0                    | 0                    | 0                    | 0                     | 0                     | 1                     | 0                    | 0                    | 0                    | 0                    | 0                    | 0                    | 0                    | 0                    | 0                    | 0                    | 0                    |
| Rode kaarten in totaal  | 1                   | 1                   | 1                   | 1                   | 1                   | 1                   | 1                   | 1                   | 1                   | 1                    | 1                    | 1                    | 1                    | 1                    | 1                    | 1                    | 1                    | 1                    | 1                    | 1                    | 1                     | 1                     | 2                     | 2                    | 2                    | 2                    | 2                    | 2                    | 2                    | 2                    | 2                    | 2                    | 2                    | 2                    |
| Scheidsrechter per duel | Eij                 | Mak                 | Hig                 | Nij                 | Mar                 | Lin                 | Kam                 | Die                 | Blo                 | Mak                  | Eij                  | Man                  | Nij                  | Oos                  | Göz                  | Laa                  | Kui                  | Nij                  | Die                  | Bla                  | Boe                   | Nij                   | Mul                   | Kam                  | Kui                  | Mar                  | Lin                  | Hig                  | Kam                  | Nij                  | Boe                  | Man                  | Kam                  | Hig                  |

(* 2× geel wordt in dit schema gezien als één rode kaart.)

### Eredivisie-doelpunten per kwartier 2020/21
| Minuut       | 0-15 | 16-30 | 31-45 | 46-60 | 61-75 | 76-90 Haags Kwartiertje | Totaal |
| ------------ | ---- | ----- | ----- | ----- | ----- | ----------------------- | ------ |
| ADO          | 6    | 4     | 2     | 2     | 8     | 7                       | 29     |
| Tegenstander | 7    | 12    | 13    | 14    | 13    | 17                      | 76     |
| Totaal       | 13   | 16    | 15    | 16    | 21    | 24                      | 105    |

### Strafschoppen 2020/21
| Penalty's    | Penalty's gescoord | Penalty's gemist | Penalty's totaal | Gescoord door: | Gemist door: (Gepakt door:)               |
| ------------ | ------------------ | ---------------- | ---------------- | --- | ----------------------------------------- |
| ADO Den Haag | 4                  | 1                | 5                | 3: Shaquille Pinas, 1: Abdenasser El Khayati                                                                                           | 1: Abdenasser El Khayati (Arijanet Murić) |
| Tegenstander | 6                  | 1                | 7                | 2: Giorgos Giakoumakis (VVV), 1: Steven Berghuis (Feyenoord), Luciano Narsingh (FC Twente), Mike Trésor (Willem II), Eran Zahavi (PSV) | 1: Philipp Max (PSV, n.v.t.)              |

### Bekertoernooi 2020/21
| Ronde   | Eerste kwalificatieronde | Tweede kwalificatieronde | Eerste ronde     | Tweede ronde  | Achtste finale | Kwartfinale | Halve finale | Finale |
| ------- | ------------------------ | ------------------------ | ---------------- | ------------- | -------------- | ----------- | ------------ | ------ |
| Thuis   | n.v.t.                   | n.v.t.                   | ADO Den Haag     | /             | Vitesse        |             |              |        |
| Uit     | nvt.                     | nvt.                     | Sparta Rotterdam | /             | ADO Den Haag   |             |              |        |
| Uitslag | nvt.                     | nvt.                     | 1 – 1 (5 – 3ns)  | (vrijgesteld) | 2 – 1          |             |              |        |

### Statistieken aller tijden voor ADO (huidige selectie)
| #   | Naam                    | Wedstrijden | Wedstrijden | Wedstrijden | Wedstrijden | Wedstrijden | Doelpunten | Doelpunten | Doelpunten | Doelpunten | Doelpunten |
| #   | Naam                    | Competitie  | Beker       | Play-offs   | Europa      | Totaal      | Competitie | Beker      | Play-offs  | Europa     | Totaal     |
| --- | ----------------------- | ----------- | ----------- | ----------- | ----------- | ----------- | ---------- | ---------- | ---------- | ---------- | ---------- |
| 1.  | Aaron Meijers           | 237         | 11          | 2           | 0           | 250         | 7          | 0          | 0          | 0          | 7          |
| 2.  | Danny Bakker            | 176         | 5           | 2           | 0           | 183         | 10         | 0          | 0          | 0          | 10         |
| 3.  | Robert Zwinkels         | 155         | 14          | 3           | 0           | 172         | 0          | 0          | 0          | 0          | 0          |
| 4.  | Michiel Kramer          | 100         | 4           | 0           | 0           | 104         | 31         | 0          | 0          | 0          | 31         |
| 5.  | / Abdenasser El Khayati | 88          | 3           | 2           | 0           | 93          | 32         | 3          | 3          | 0          | 38         |
| 6.  | / Gianni Zuiverloon     | 88          | 3           | 0           | 0           | 91          | 3          | 0          | 0          | 0          | 3          |
| 7.  | / Shaquille Pinas       | 76          | 5           | 0           | 0           | 81          | 6          | 0          | 0          | 0          | 6          |
| 8.  | John Goossens           | 67          | 5           | 0           | 0           | 72          | 5          | 0          | 0          | 0          | 5          |
| 9.  | Milan van Ewijk         | 45          | 1           | 0           | 0           | 46          | 1          | 0          | 0          | 0          | 1          |
| 10. | Luuk Koopmans           | 39          | 3           | 0           | 0           | 42          | 0          | 1          | 0          | 0          | 1          |
| 11. | Daryl Janmaat           | 29          | 1           | 6           | 0           | 36          | 2          | 0          | 1          | 0          | 3          |
| 12. | / Vicente Besuijen      | 30          | 1           | 0           | 0           | 31          | 1          | 0          | 0          | 0          | 1          |
| 13. | / Bilal Ould-Chikh      | 27          | 2           | 0           | 0           | 29          | 0          | 0          | 0          | 0          | 0          |
| 14. | Boy Kemper              | 26          | 2           | 0           | 0           | 28          | 1          | 0          | 0          | 0          | 1          |
| 15. | Jonas Arweiler          | 25          | 1           | 0           | 0           | 26          | 3          | 0          | 0          | 0          | 3          |
| 16. | Kees de Boer            | 20          | 1           | 0           | 0           | 21          | 0          | 0          | 0          | 0          | 0          |
| 17. | Dario Del Fabro         | 19          | 2           | 0           | 0           | 21          | 0          | 0          | 0          | 0          | 0          |
| 18. | / Ricardo Kishna        | 18          | 0           | 0           | 0           | 18          | 0          | 0          | 0          | 0          | 0          |
| 19. | David Philipp           | 15          | 2           | 0           | 0           | 17          | 2          | 0          | 0          | 0          | 2          |
| 20. | / Juan Familia-Castillo | 16          | 1           | 0           | 0           | 17          | 0          | 0          | 0          | 0          | 0          |
| 21. | / Marko Vejinović       | 17          | 0           | 0           | 0           | 17          | 0          | 0          | 0          | 0          | 0          |
| 22. | Amar Ćatić              | 14          | 1           | 0           | 0           | 15          | 0          | 1          | 0          | 0          | 1          |
| 23. | Martin Fraisl           | 15          | 0           | 0           | 0           | 15          | 0          | 0          | 0          | 0          | 0          |
| 24. | / Bobby Adekanye        | 14          | 0           | 0           | 0           | 14          | 2          | 0          | 0          | 0          | 2          |
| 25. | José Pascual Alba Seva  | 13          | 0           | 0           | 0           | 13          | 0          | 0          | 0          | 0          | 0          |
| 26. | / Lassana Faye          | 12          | 0           | 0           | 0           | 12          | 0          | 0          | 0          | 0          | 0          |
| 27. | Tomislav Gomelt         | 10          | 0           | 0           | 0           | 10          | 1          | 0          | 0          | 0          | 1          |
| 28. | Ilay Elmkies            | 9           | 1           | 0           | 0           | 10          | 0          | 0          | 0          | 0          | 0          |
| 29. | / Youness Mokhtar       | 10          | 0           | 0           | 0           | 10          | 0          | 0          | 0          | 0          | 0          |
| 30. | / Jamal Amofa           | 6           | 2           | 0           | 0           | 8           | 0          | 0          | 0          | 0          | 0          |
| 31. | Peet Bijen              | 6           | 1           | 0           | 0           | 7           | 0          | 0          | 0          | 0          | 0          |
| 32. | / Robin Polley          | 2           | 2           | 0           | 0           | 4           | 0          | 0          | 0          | 0          | 0          |
| 33. | / Cain Seedorf          | 3           | 0           | 0           | 0           | 3           | 0          | 0          | 0          | 0          | 0          |
| 34. | Mike Havekotte          | 2           | 0           | 0           | 0           | 2           | 0          | 0          | 0          | 0          | 0          |
| 35. | Lorenzo van Kleef       | 2           | 0           | 0           | 0           | 2           | 0          | 0          | 0          | 0          | 0          |
| 36. | / Silvinho Esajas       | 2           | 0           | 0           | 0           | 2           | 0          | 0          | 0          | 0          | 0          |
| 37. | / Xander Severina       | 2           | 0           | 0           | 0           | 2           | 0          | 0          | 0          | 0          | 0          |
| 38. | / Yahya Boussakou       | 1           | 0           | 0           | 0           | 1           | 0          | 0          | 0          | 0          | 0          |
| 39. | / Jonathan Mulder       | 1           | 0           | 0           | 0           | 1           | 0          | 0          | 0          | 0          | 0          |
| 40. | / Dehninio Muringen     | 1           | 0           | 0           | 0           | 1           | 0          | 0          | 0          | 0          | 0          |

## Uitslagen ADO Den Haag

### Juli/Augustus 2020
| Oefenwedstrijd | MVV Maastricht (Keuken Kampioen Divisie) | 0 – 0 (0 – 0) | ADO Den Haag | Selectie ADO Den Haag: (T: Aleksandar Ranković) | Selectie MVV Maastricht: (T: Darije Kalezić) |
| vr. 31 juli 2020 Aanvangstijd: 20:00 uur Plaats: Maastricht Stadion De Geusselt Toeschouwers: Besloten Scheidsrechter: Laurens Gerrets Wedstrijdverslagen: Verslag ADO Verslag Omroep West | Delrock 47' Gustings 75'                 |               |              | OPSTELLING 1e HELFT: Koopmans – Van Ewijk, Beugelsdijk, Bijen, Meijers – Boussakou, Immers , Goossens, Bourard – Kramer, Rottier WISSEL: 43' De Boer Boussakou OPSTELLING 2e HELFT: Schoonderwaldt – Polley, Muringen, Bakker, Pinas – Rieder, De Boer, Steijn, Ould-Chikh – Ćatić, Bourard WISSEL: 70' Rottier Bourard | OPSTELLING 1e HELFT: Chesneau – Martina, Mares, Heerings, Plezier – Guezen, Van Acker, Schroijen – Stavitski, Duin, Zamouri OPSTELLING 2e HELFT: Cymer – Van Bommel, Mares, Cavcic, Plezier – Zeegers, Kleinen, Deom – Delrock, Kostons, Visser WISSELS: 70' Gustings Mares 70' Schenk Plezier |

Afwezig: Falkenburg, Kemper (blessure)

Opmerkelijk: MVV speelde met een vracht aan spelers die op proef waren. ADO liet veel jeugdspelers minuten maken op de dag waar in Zuid-Limburg de 35 graden werd aangetikt. Hierdoor werden halverwege beide speelhelften drinkpauzes ingelast. Kai Heerings hield eerder deze zomer zijn conditie op peil bij ADO, later trainde hij mee bij MVV.
| Oefenwedstrijd (2x 60 min.) | Almere City FC (Keuken Kampioen Divisie) | 1 – 2 (0 – 1)     | ADO Den Haag                  | Selectie ADO Den Haag: (T: Aleksandar Ranković) | Selectie Almere City FC: (T: Ole Tobiasen) |
| za. 8 augustus 2020 Aanvangstijd: 17:00 uur Plaats: Almere Yanmar Stadion Toeschouwers: 700 Scheidsrechter: Erwin Blank Wedstrijdverslagen: Verslag ADO Verslag Omroep West | Receveur (Reemnet) 103'                  | 0 – 1 0 – 2 1 – 2 | 31' Ćatić (Kemper) 72' Steijn | OPSTELLING 1e UUR: Zwinkels – Van Ewijk, Bijen, Pinas, Kemper – Boussakou, Immers , Goossens, Bakker – Ćatić, Bourard OPSTELLING 2e UUR: Havekotte – Polley, Beugelsdijk, Amofa, Meijers – Rieder, De Boer, Steijn, Estevez Tsai – Falkenburg, Rottier WISSEL: 105' Essabri Falkenburg | OPSTELLING 1e UUR: Etemadi – Van Vlerken, Helstrup, Mirani , Lesquoy – Bensabouh, Emmers, Koolwijk – Alhaft, Verheydt, Kaandorp WISSEL: 41' Breedijk Helstrup OPSTELLING 2e UUR: Woud – Hammouti, Breedijk, Bouwense, Blackson – Tunga, Receveur – Aninkora, Goselink, Bouyaghlafen – Gauna WISSELS: 90' Reemnet Gauna |

Afwezig: Kramer, Muringen, Ould-Chikh (onduidelijk)

Opmerkelijk: ADO speelde deze oefenwedstrijd wederom op een zomerse dag met 35 graden op de thermometer. In dit duel maakten de ploegen gebruik van een extra lange wedstrijd, waarin twee ploegen een uur lang (met na 45 minuten een kwartier pauze) tegen elkaar speelden.
| Oefenwedstrijd | ADO Den Haag                              | 2 – 2 (1 – 2)           | Vitesse (Eredivisie)                                          | Selectie ADO Den Haag: (T: Aleksandar Ranković) | Selectie Vitesse: (T: Thomas Letsch) |
| za. 22 augustus 2020 Aanvangstijd: 20:00 uur Plaats: Den Haag Cars Jeans Stadion Toeschouwers: 1.000 Scheidsrechter: Kevin Blom Wedstrijdverslagen: ADO, Omroep West, FOX Sports | Bijen (Meijers, vt.) 7' Kramer (pen.) 73' | 1 – 0 1 – 1 2 – 1 2 – 2 | 12' Tannane (pen.) 24' Darfalou (Dasa) 69' Openda 72' Tannane | BASISOPSTELLING: Zwinkels – Amofa, Bijen, Pinas – Van Ewijk, De Boer, Immers, Bourard, Meijers – Kramer, Falkenburg WISSELS: 17' Bakker Immers 60' Rațiu Amofa 60' Kemper Meijers OPSTELLING NA 75 MIN: Schoonderwaldt – Rațiu, Rieder, Bakker, Kemper – Reemst, Steijn – Boussakou, Essabri, Besuijen – Rottier | BASISOPSTELLING: Houwen – Doekhi, Bazoer, Hájek – Dasa, Bruns, Bero, Tannane, Manhoef – Darfalou, Openda WISSELS: 46' Rasmussen Doekhi 76' Broja Foor 84' Cornelisse Bazoer 86' Huisman Bruns 86' Serghini Tannane 86' Hernández Openda |

Afwezig: Muringen (bezig met transfer), Ćatić, Goossens, Koopmans, Ould-Chikh (onduidelijk)

Opmerkelijk: Voor het eerst in ruim 7 jaar speelde ADO weer een thuiswedstrijd op natuurgras. Vanwege de coronamaatregelen mochten zo'n 1.000 toeschouwers naar binnen. De club maakte niet bekend welke spelers mogelijk positief hadden getest op corona en welke spelers een lichte blessure hadden.
| Oefenwedstrijd | ADO Den Haag                                      | 1 – 0 (1 – 0) | AZ (Eredivisie) | Selectie ADO Den Haag: (T: Aleksandar Ranković) | Selectie AZ: (T: Arne Slot) |
| za. 29 augustus 2020 Aanvangstijd: 17:00 uur Plaats: Den Haag Cars Jeans Stadion Toeschouwers: 1.100 Scheidsrechter: Jochem Kamphuis Wedstrijdverslagen: ADO, Omroep West | Kemper Van Ewijk Arweiler (M. Kramer) 45' Bourard | 1 – 0         | Evjen           | BASISOPSTELLING: Zwinkels – Van Ewijk, Bijen, Pinas, Kemper – Rațiu, De Boer, Goossens, Bourard – Arweiler, M. Kramer WISSELS: 62' Pascu Goossens 70' Besuijen Van Ewijk 70' Meijers Bourard 76' Bakker Pinas 76' Falkenburg Arweiler 80' Boussakou Kemper 87' Amofa De Boer | BASISOPSTELLING: Bizot – Svensson, Leeuwin, J. Kramer, Wijndal – Clasie, Midtsjø, Koopmeiners – Gudmundsson, Boadu, Reijnders WISSELS: 52' Evjen Gudmundsson 62' De Jong Svensson 62' Sugawara Wijndal 62' De Wit Midtsjø 62' Druijf Boadu |

Afwezig: Ćatić, Koopmans, Ould-Chikh (onduidelijk)

Opmerkelijk: Gelijktijdig speelde ADO Den Haag Onder 21 de eerste competitiewedstrijd. Hierdoor zaten verschillende jeugdspelers niet bij deze wedstrijdselectie.

### September 2020
| Oefenwedstrijd | Sparta Rotterdam (Eredivisie)                 | 1 – 1 (0 – 0) | ADO Den Haag      | Selectie ADO Den Haag: (T: Aleksandar Ranković) | Selectie Sparta Rotterdam: (T: Henk Fraser) |
| vr. 4 september 2020 Aanvangstijd: 14:00 uur Plaats: Rotterdam Spartastadion Het Kasteel Toeschouwers: Nvt. Scheidsrechter: Michael Eijgelsheim Wedstrijdverslagen: ADO, Omroep West | Smeets 27' Auassar 45' Fortes 88' Martis 90+2 | 0 – 1 1 – 1   | 74' Kramer (pen.) | BASISOPSTELLING: Koopmans – Van Ewijk, Bijen, Pinas, Kemper – Rigo, De Boer, Goossens, Bourard – Arweiler, Kramer WISSELS: 31' Besuijen Goossens 70' Amofa Van Ewijk 70' Bakker Arweiler 83' Meijers Kemper 83' Pascu Rigo 83' Falkenburg Kramer | BASISOPSTELLING: Van Leer – Fortes, Beugelsdijk, Heylen, Pinto – L. Duarte, Smeets, Auassar , D. Duarte – Thy, Rayhi WISSELS: 58' Vriends Heylen 58' Faye Pinto 58' Abels Smeets 58' Gravenberch Thy 77' Mijnans Auassar 77' Emegha Rayhi 82' Martis L. Duarte 90' Soares Fonseca Fortes |

Afwezig: Rațiu (Roemenië O21), Essabri (België O19), Ćatić, Ould-Chikh (onduidelijk)

Opmerkelijk: ADO Den Haag bleef deze oefenperiode knap ongeslagen.
| Eredivisie 1e speelronde | Heracles Almelo                                                         | 2 – 0 (0 – 0) | ADO Den Haag                      | Selectie ADO Den Haag: (T: Aleksandar Ranković) | Selectie Heracles Almelo: (T: Frank Wormuth) |
| zo. 13 september 2020 Aanvangstijd: 14:30 uur Plaats: Almelo Erve Asito Toeschouwers: 2.700 Scheidsrechter: Sander van der Eijk Assistenten: De Vries, Kleinjan, Hensgens VAR: Nagtegaal, Fikkert Wedstrijdverslagen: ADO Den Haag, Omroep West, FCUpdate | Vloet (Van der Water) 48' Bijleveld 68' Van der Water (De la Torre) 70' | 1 – 0 2 – 0   | 18' Kemper 25' Bourard 72' Kemper | BASISOPSTELLING: Koopmans – Van Ewijk, Bijen, Pinas, Kemper – Rațiu, Rigo, De Boer, Bourard – Arweiler, Kramer RESERVEBANK: Zwinkels, Schoonderwaldt, Amofa, Bakker, Goossens, Ćatić, Besuijen, Ould-Chikh, Rottier WISSELS: 56' Ćatić Rațiu 63' Goossens Rigo 63' Ould-Chikh Bourard 74' Amofa Arweiler | BASISOPSTELLING: Blaswich – Breukers, Pröpper , Knoester, Hardeveld – Bijleveld, Vloet, Kiomourtzoglou – Van der Water, Szöke, Burgzorg RESERVEBANK: Brouwer, Bucker, Rente, Schoofs, Agca, De la Torre, Cijntje, Amissi, Bakış WISSELS: 62' Bakış Szöke 62' De la Torre Burgzorg 83' Cijntje Vloet 90' Agca Bijleveld |

Afwezig: Meijers (schorsing), Kishna (niet wedstrijdfit)

Opmerkelijk: Peet Bijen, Boy Kemper, Andrei Rațiu, Dante Rigo, Kees de Boer, Samy Bourard, Jonas Arweiler, Amar Ćatić en Jamal Amofa maakten hun ADO-debuut. Vanwege de coronacrisis mochten Eredivisieploegen dit seizoen vijf spelers wisselen, maar nog wel in maximaal drie wisselbeurten (de rust uitgezonderd). Ook waren er hierdoor minder supporters toegestaan in de stadions.
| Eredivisie 2e speelronde | ADO Den Haag | 0 – 1 (0 – 1) | FC Groningen                       | Selectie ADO Den Haag: (T: Aleksandar Ranković) | Selectie FC Groningen: (T: Danny Buijs) |
| zo. 20 september 2020 Aanvangstijd: 12:15 uur Plaats: Den Haag Cars Jeans Stadion Toeschouwers: 3.378 Scheidsrechter: Danny Makkelie Assistenten: Diks, Steegstra, Vos VAR: Blank, Ketting Wedstrijdverslagen: ADO Den Haag, Omroep West, FCUpdate | Kramer 49'   | 0 – 1         | 23' Pinas (eigen goal) 45' Dammers | BASISOPSTELLING: Koopmans – Van Ewijk, Bijen, Pinas, Faye – Rațiu, Rigo, Goossens – Ould-Chikh, Kramer , Besuijen RESERVEBANK: Zwinkels, Schoonderwaldt, Amofa, Bakker, De Boer, Elmkies, Bourard, Philipp, Ćatić, Arweiler WISSELS: 46' Elmkies Rațiu 58' Bourard Besuijen 58' Arweiler Ould-Chikh 67' De Boer Elmkies 83' Ćatić Faye | BASISOPSTELLING: Padt – Dankerlui, Dammers, Itakura, Van Hintum – Van Kaam, Matusiwa – Hrustić, Lundqvist, El Hankouri – Strand Larsen RESERVEBANK: Bertrams, De Boer, Miguel, Poll, El Messaoudi, Jakobsen, Suslov, Joosten, Postema WISSELS: 71' El Messaoudi El Hankouri 71' Suslov Lundqvist 83' Poll Hrustic 89' Joosten Strand Larsen |

Afwezig: Kemper (schorsing), Kishna (niet wedstrijdfit)

Opmerkelijk: Lassana Faye, Vicente Besuijen en Ilay Elmkies maakten hun ADO-debuut.
| Eredivisie 3e speelronde | Feyenoord                                                                                             | 4 – 2 (1 – 1)                       | ADO Den Haag                                      | Selectie ADO Den Haag: (T: Aleksandar Ranković) | Selectie Feyenoord: (T: Dick Advocaat) |
| zo. 27 september 2020 Aanvangstijd: 12:15 uur Plaats: Rotterdam De Kuip Toeschouwers: 13.000 Scheidsrechter: Dennis Higler Assistenten: Van Dongen, Balder, Martens VAR: Blom, Kleinjan Wedstrijdverslagen: ADO Den Haag, Omroep West, FCUpdate | Geertruida (Berghuis, c.) 27' Haps 36' Fer 53' Senesi 57' Berghuis (pen.) 71' Narsingh (Berghuis) 84' | 0 – 1 1 – 1 2 – 1 2 – 2 3 – 2 4 – 2 | 11' Arweiler (De Boer) 69' Pinas (pen.) 81' Pinas | BASISOPSTELLING: Koopmans – Van Ewijk, Bijen , Pinas, Faye – De Boer, Rigo, Bourard – Ćatić, Arweiler, Besuijen RESERVEBANK: Zwinkels, Schoonderwaldt, Rațiu, Amofa, Kemper, Bakker, Goossens, Pascu, Ould-Chikh, Kramer WISSELS: 58' Rațiu Ćatić 78' Ould-Chikh Besuijen 78' Kramer Arweiler 90' Pascu Rigo 90' Goossens De Boer | BASISOPSTELLING: Bijlow – Nieuwkoop, Geertruida, Senesi, Haps – Toornstra, Fer, Kökcü – Berghuis , Boženík, Linssen RESERVEBANK: Marsman, Ten Hove, Johnston, Burger, João Carlos Teixeira, Narsingh WISSELS: 46' João Carlos Teixeira Kökcü 46' Narsingh Linssen 85' Burger Boženík |

Afwezig: Kishna, Morrison (niet wedstrijdfit), Elmkies, Philipp, Steijn (blessure)

Opmerkelijk: In de 67ste minuut miste Jonas Arweiler een strafschop. Feyenoord-doelman Justin Bijlow stond op het moment van de penalty echter niet op de doellijn, waardoor de strafschop opnieuw moest worden genomen en uiteindelijk werd binnengeschoten door Shaquille Pinas. Daarnaast was Peet Bijen voor het eerst aanvoerder van de Haagse equipe, maakte José Pascual Alba Seva (alias 'Pascu') zijn ADO-debuut en scoorde Jonas Arweiler zijn eerste doelpunt voor ADO Den Haag.
| Oefenwedstrijd | ADO Den Haag        | 1 – 0 (0 – 0) | FC Utrecht (Eredivisie) | Selectie ADO Den Haag: (T: Aleksandar Ranković) | Selectie FC Utrecht: (T: John van den Brom) |
| ma. 28 september 2020 Aanvangstijd: 14:00 uur Plaats: Den Haag Cars Jeans Stadion Toeschouwers: Nvt. Scheidsrechter: Stijn van Zuilichem Wedstrijdverslagen: ADO, VI | Rațiu (Seedorf) 51' | 1 – 0         |                         | BASISOPSTELLING: Zwinkels – Rațiu, Amofa, Bakker, Kemper – Pascu, Morrison, Goossens – Ould-Chikh, Rottier, Boussakou WISSELS: 31' Noordanus Rottier 46' Rieder Morrison 46' Seedorf Boussakou 68' Mulder Amofa 75' Bozkurt Goossens | BASISOPSTELLING: Nijhuis – Troupée, Van der Maarel , Bergström, Guwara – Van den Berg, Velanas, Emanuelson – Arzani, Lonwijk, Elia WISSELS: 46' Janssen Arzani 59' El Barjiji Van den Berg 59' Huizing Lonwijk 67' Akmum Elia |

Afwezig: Kishna (niet wedstrijdfit), Elmkies, Philipp, Steijn (blessure) en de spelers met (veel) speeltijd in het duel tegen Feyenoord.

### Oktober 2020
| Eredivisie 4e speelronde | VVV-Venlo                                    | 1 – 2 (1 – 1)     | ADO Den Haag                                           | Selectie ADO Den Haag: (T: Aleksandar Ranković) | Selectie VVV-Venlo: (T: Hans de Koning) |
| za. 3 oktober 2020 Aanvangstijd: 20:00 uur Plaats: Venlo Covebo Stadion - De Koel - Toeschouwers: 0 Scheidsrechter: Bas Nijhuis Assistenten: Van de Ven, Frijn, Bos VAR: Van de Graaf, Ozinga Wedstrijdverslagen: ADO Den Haag, bij-Duitse-grens Omroep West, FCUpdate | Gelmi 3' Giakoumakis (John) 5' Linthorst 52' | 0 – 1 1 – 1 1 – 2 | 3' Pinas (pen.) 53' Van Ewijk 90+3' Philipp (Besuijen) | BASISOPSTELLING: Koopmans – Van Ewijk, Bijen , Pinas, Faye – De Boer, Rigo, Bourard – Ćatić, Arweiler, Besuijen RESERVEBANK: Zwinkels, Schoonderwaldt, Rațiu, Del Fabro, Kemper, Goossens, Elmkies, Philipp, Ould-Chikh, Kramer WISSELS: 63' Elmkies Bourard 74' Kramer Arweiler 80' Philipp Ćatić | BASISOPSTELLING: Kirschbaum – Dekker, Gelmi, Kum , Schmitz – Machach, Linthorst, V. van Crooij – Hupperts, Giakoumakis, John RESERVEBANK: D. van Crooij, Verbong, Swinkels, Schäfer, Van Dijck, Post, S'rifi, Nabbe, Essanoussi, Roemer, Bastiaans, Arias WISSELS: 46' D. van Crooij Kirschbaum 62' Swinkels Machach 68' Bastiaans Hupperts 81' Arias John |

Afwezig: Bakker (bezig met transfer), Kishna, Morrison (niet wedstrijdfit)

Opmerkelijk: David Philipp maakte zijn ADO-debuut en scoorde daarbij een belangrijk doelpunt in blessuretijd. Hij vierde dit in stijl door een ooievaar na te doen. Door strengere coronaregels werden vanaf deze wedstrijd een aantal maal zelfs helemaal geen toeschouwers toegelaten in de stadions.
| Oefenwedstrijd | FC Dordrecht (Keuken Kampioen Divisie) | 3 – 4 (2 – 1)                             | ADO Den Haag                                                      | Selectie ADO Den Haag: (T: Aleksandar Ranković) | Selectie FC Dordrecht: (T: Harry van den Ham) |
| di. 13 oktober 2020 Aanvangstijd: 15:00 uur Plaats: Dordrecht Riwal Hoogwerkers Stadion Toeschouwers: Nvt. Scheidsrechter: ? Wedstrijdverslagen: ADO Den Haag | Suray 3' Suray 11' Bajunovic (vt.) 76' | 1 – 0 1 – 1 2 – 1 2 – 2 3 – 2 3 – 3 3 – 4 | 8' Kramer (pen.) 68' Ould-Chikh 89' Kemper 90' Karelis (Severina) | BASISOPSTELLING: Schoonderwaldt – Rațiu, Del Fabro, M. Mulder, Kemper – Pascu, Morrison, Goossens – Philipp, Kramer, Ould-Chikh WISSELS: 46' J. Mulder M. Mulder 61' Steijn Goossens 61' Karelis Kramer 63' Seedorf Del Fabro 70' Severina Ould-Chikh 77' Reinders Morrison | BASISOPSTELLING: ?                            |

Afwezig: Kishna (niet wedstrijdfit), Elmkies (Israël) en de basisspelers in het duel tegen VVV.
| Eredivisie 5e speelronde | ADO Den Haag             | 0 – 2 (0 – 1) | Vitesse                                                          | Selectie ADO Den Haag: (T: Aleksandar Ranković) | Selectie Vitesse: (T: Thomas Letsch) |
| zo. 18 oktober 2020 Aanvangstijd: 14:30 uur Plaats: Den Haag Cars Jeans Stadion Toeschouwers: 0 Scheidsrechter: Richard Martens Assistenten: Dobre, Lapar, Blank VAR: Nijhuis, De Nas Wedstrijdverslagen: ADO Den Haag, Omroep West, FCUpdate | Philipp 70' Morrison 90' | 0 – 1 0 – 2   | 32' Broja 45' Tannane 45' Tannane 65' Rasmussen 71' Broja (Dasa) | BASISOPSTELLING: Koopmans – Van Ewijk, Bijen , Pinas, Faye – De Boer, Rigo, Bourard – Ćatić, Arweiler, Besuijen RESERVEBANK: Zwinkels, Schoonderwaldt, Rațiu, Del Fabro, Kemper, Goossens, Elmkies, Morrison, Pascu, Philipp, Kramer, Karelis WISSELS: 46' Morrison Bourard 55' Philipp Faye 55' Kramer Besuijen 68' Karelis Ćatić 78' Elmkies Rigo | BASISOPSTELLING: Pasveer – Dasa, Rasmussen, Bazoer, Hájek, Wittek – Tronstad, Tannane, Huisman – Openda, Broja RESERVEBANK: Houwen, Bayazit, Cornelisse, Vroegh, Touré, Delaveris, Darfalou, Buitink WISSELS: 71' Touré Openda 78' Buitink Huisman 78' Darfalou Broja 88' Delaveris Bazoer |

Afwezig: Kishna (niet wedstrijdfit), Ould-Chikh, Steijn (onduidelijk)

Opmerkelijk: Ravel Morrison en Nikos Karelis maakten hun ADO-debuut. Bij zowel ADO Den Haag als Vitesse werden corona-bestemmettingen vastgesteld, waardoor bij de Hagenaars opnieuw drie spelers (waarvan 1 uit het beloftenelftal) niet bij de selectie zaten.
| Eredivisie 6e speelronde | ADO Den Haag                                                               | 2 – 2 (0 – 1)           | AZ                                               | Selectie ADO Den Haag: (T: Aleksandar Ranković) | Selectie AZ: (T: Arne Slot) |
| zo. 25 oktober 2020 Aanvangstijd: 14:30 uur Plaats: Den Haag Cars Jeans Stadion Toeschouwers: 0 Scheidsrechter: Allard Lindhout Assistenten: Schaap, De Nas, Gerrets VAR: Higler, Fikkert Wedstrijdverslagen: ADO Den Haag, Omroep West, FCUpdate | De Boer 47' Van Ewijk (Goossens) 64' Kramer (Van Ewijk) 87' Besuijen 90+3' | 0 – 1 1 – 1 1 – 2 2 – 2 | 33' Gudmundsson (De Wit) 60' De Wit 66' Karlsson | BASISOPSTELLING: Koopmans – Van Ewijk, Bijen , Pinas, Faye – De Boer, Rigo, Goossens – Philipp, Arweiler, Ćatić RESERVEBANK: Zwinkels, Rațiu, Del Fabro, Kemper, Elmkies, Morrison, Bourard, Pascu, Besuijen, Ould-Chikh, Kramer, Karelis WISSELS: 46' Besuijen Ćatić 59' Elmkies De Boer 71' Karelis Arweiler 82' Morrison Goossens 82' Kramer Philipp MOTM in het stadion: Milan van Ewijk | BASISOPSTELLING: Bizot – Sugawara, Hatzidiakos, Martins Indi, Wijndal – Midtsjø, De Wit, Koopmeiners – Stengs, Gudmundsson, Karlsson RESERVEBANK: Krul, Evora, Leeuwin, Velthuis, Gullit, De Jong, Goudmijn, Kunst, Barasi WISSELS: 82' Leeuwin Gudmundsson |

Afwezig: Kishna (niet wedstrijdfit), Steijn (onduidelijk)

Opmerkelijk: Verdediger Milan van Ewijk maakte zijn eerste Eredivisie-doelpunt. Middenvelder John Goossens speelde zijn 50ste officiële wedstrijd voor ADO Den Haag.
| KNVB Beker Eerste ronde | ADO Den Haag                                                                                 | 1 – 1 (5* – 3) (0 – 1, 1 – 1)                                                      | Sparta Rotterdam                                                                                               | Selectie ADO Den Haag: (T: Aleksandar Ranković) | Selectie Sparta Rotterdam: (T: Henk Fraser) |
| wo. 28 oktober 2020 Aanvangstijd: 18:45 uur Plaats: Den Haag Cars Jeans Stadion Toeschouwers: 0 Scheidsrechter: Siemen Mulder Assistenten: Ketting, Weterings, Gansner Wedstrijdverslagen: Verslag ADO Verslag FCUpdate | Pinas 73' Kramer 83' Koopmans (Ould-Chikh, c) 90+4' Kramer Karelis Pinas Goossens Ould-Chikh | 0 – 1 1 – 1 Verlenging: Penalty's: 1 – 0 1 – 1 2 – 1 2 – 2 3 – 2 4 – 2 4 – 3 5 – 3 | 31' Vriends 39' Gravenberch (Mijnans) 67' Gravenberch 90' Beugelsdijk 90+2' Engels Heylen Abels Vriends Engels | BASISOPSTELLING: Koopmans – Rațiu, Bijen , Del Fabro, Pinas, Kemper – Elmkies, Rigo, Morrison – Philipp, Kramer RESERVEBANK: Zwinkels, Van Ewijk, Amofa, Faye, De Boer, Goossens, Bourard, Pascu, Ćatić, Ould-Chikh, Karelis, Arweiler WISSELS: 15' Amofa Bijen 59' Bourard Rigo 59' Karelis Philipp 79' Van Ewijk Rațiu 79' Ould-Chikh Kemper 95' Goossens Morrison MOTM in het stadion: Luuk Koopmans | BASISOPSTELLING: Okoye – Abels, Vriends , Beugelsdijk, Pinto – Mijnans, L. Duarte, Harroui, Meijers – Gravenberch, Thy RESERVEBANK: Van Leer, Fabrie, Fortes, Heylen, Vianello, Burger, D. Duarte, Engels, Emegha WISSELS: 65' D. Duarte Meijers 79' Fortes Mijnans 79' Emegha Gravenberch 79' Engels Thy 105' Burger Harroui 112' Heylen L. Duarte |

Afwezig: Kishna (niet wedstrijdfit), Besuijen (onduidelijk)

Opmerkelijk: Wederom werd bij ADO Den Haag een corona-besmetting vastgesteld. Verdediger Dario Del Fabro maakte zijn ADO-debuut. Een wonderbaarlijk kopdoelpunt, diep in blessuretijd, van doelman Luuk Koopmans bezorgde ADO de verlenging en uiteindelijk de overwinning in dit bekerduel. Logischerwijs maakte Koopmans dus zijn eerste ADO-doelpunt. De laatste ADO-doelman die in een officiële wedstrijd scoorde, was Martin Hansen (ADO-PSV, augustus 2015). Aanvoerder Peet Bijen liep een enkelblessure op.

### November 2020
| Eredivisie 7e speelronde | PSV                                                                                      | 4 – 0 (1 – 0)           | ADO Den Haag | Selectie ADO Den Haag: (T: Aleksandar Ranković) | Selectie PSV: (T: Roger Schmidt) |
| zo. 1 november 2020 Aanvangstijd: 16:45 uur Plaats: Eindhoven Philips Stadion Toeschouwers: 0 Scheidsrechter: Jochem Kamphuis Assistenten: Dobre, Van de Ven, Pérez VAR: Van der Laan, Diks Wedstrijdverslagen: ADO Den Haag, Omroep West, FCUpdate | Zahavi (pen.) 16' Teze 37' Madueke (Zahavi) 51' Thomas (Ledezma) 84' Madueke (Max) 90+2' | 1 – 0 2 – 0 3 – 0 4 – 0 | 80' Karelis  | BASISOPSTELLING: Koopmans – Rațiu, Van Ewijk, Del Fabro, Pinas, Faye – Rigo, Goossens, Bourard – Philipp, Kramer RESERVEBANK: Zwinkels, Schoonderwaldt, Amofa, Kemper, De Boer, Elmkies, Pascu, Ćatić, Ould-Chikh, Karelis, Arweiler WISSELS: 45' Pascu Rațiu 60' Arweiler Bourard 60' Karelis Kramer 77' Elmkies Goossens 77' Ould-Chikh Faye | BASISOPSTELLING: Mvogo – Thomas, Teze, Boscagli, Mauro Júnior – Götze, Sangaré, Fein, Ihattaren – Malen, Zahavi RESERVEBANK: Unnerstall, Luis Felipe, Max, Kjølø, Ledezma, Saibari, Madueke WISSELS: 46' Max Ihattaren 46' Madueke Malen 74' Ledezma Mauro Júnior 86' Luis Felipe Thomas 88' Saibari Götze |

Afwezig: Kishna (niet wedstrijdfit), Bijen, Morrison (blessure), Besuijen (onduidelijk)

Opmerkelijk: Het fluiten van scheidsrechter Jochem Kamphuis, voor een overtreding waarna PSV een strafschop kreeg, werd na afloop van de wedstrijd fel bekritiseerd. Assistent-trainer Michele Santoni en spitsentrainer Rick Hoogendorp werden tijdelijk overgeplaatst naar het beloftenelftal, vanwege een slechte relatie met hoofdtrainer Aleksandar Ranković.
| Eredivisie 8e speelronde | ADO Den Haag                                          | 2 – 4 (0 – 1)                       | FC Twente                                                                        | Selectie ADO Den Haag: (T: Aleksandar Ranković) | Selectie FC Twente: (T: Ron Jans) |
| za. 7 november 2020 Aanvangstijd: 16:30 uur Plaats: Den Haag Cars Jeans Stadion Toeschouwers: 0 Scheidsrechter: Rob Dieperink Assistenten: Fikkert, Frijn, Van der Laan VAR: Blom, Van Vlokhoven Wedstrijdverslagen: ADO Den Haag, Omroep West, FCUpdate | Pleguezuelo (eigen doelpunt) 76' Bourard (Kramer) 86' | 0 – 1 0 – 2 1 – 2 2 – 2 2 – 3 2 – 4 | 41' Menig (Černý) 49' Danilo 80' Oosterwolde 88' Danilo 90+4' Van Leeuwen (Ilić) | BASISOPSTELLING: Koopmans – Rațiu, Van Ewijk, Del Fabro, Pinas , Kemper – Elmkies, Rigo, Philipp – Karelis, Arweiler RESERVEBANK: Zwinkels, Schoonderwaldt, Amofa, M. Mulder, Faye, De Boer, Goossens, Pascu, Bourard, Ćatić, Ould-Chikh, Kramer WISSELS: 58' Goossens Elmkies 58' Bourard Philipp 66' Ould-Chikh Rațiu 66' Ćatić Karelis 75' Kramer Arweiler | BASISOPSTELLING: Drommel – Ebuehi, Pleguezuelo, Pierie, Oosterwolde – Roemeratoe, Brama , Bosch – Černý, Danilo, Menig RESERVEBANK: De Lange, Van der Gouw, Hilgers, Smal, Selahi, Staring, Zerrouki, Van Leeuwen, Ilić, Rots, Lamprou, Dervişoğlu WISSELS: 86' Smal Oosterwolde 86' Ilić Bosch 86' Dervişoğlu Černý 90+2' Van Leeuwen Menig |

Afwezig: Kishna, Zuiverloon (niet wedstrijdfit), Bijen, Morrison (blessure), Besuijen (onduidelijk)

Opmerkelijk: Hoofdtrainer Aleksandar Ranković werd amper een half jaar na zijn aanstelling, een dag na deze nederlaag, ontslagen. Ook assistent-trainer Richard Knopper vertrok per direct. Om die reden keerden assistent-trainer Michele Santoni en spitsentrainer Rick Hoogendorp weer terug in de staf van ADO Den Haag. Onder de nieuwe hoofdtrainer, Ruud Brood, speelde ADO in het vrije interlandweekend een oefenwedstrijd tegen Feyenoord die eindigde in 0-0.
| Eredivisie 9e speelronde | Sparta Rotterdam | 6 – 0 (1 – 0)                       | ADO Den Haag        | Selectie ADO Den Haag: (T: Ruud Brood) | Selectie Sparta Rotterdam: (T: Henk Fraser) |
| zo. 22 november 2020 Aanvangstijd: 14:30 uur Plaats: Rotterdam Spartastadion Het Kasteel Toeschouwers: 0 Scheidsrechter: Kevin Blom Assistenten: Brondijk, Inia, Rozendal VAR: Kooij, Steegstra Wedstrijdverslagen: ADO Den Haag, Omroep West, FCUpdate | Smeets 24' Thy (Abels) 43' Mijnans (Pinto) 53' Harroui (Smeets) 56' Thy (D. Duarte) 59' Engels (Meijers) 80' Engels 85' | 1 – 0 2 – 0 3 – 0 4 – 0 5 – 0 6 – 0 | 24' Pinas 78' Pascu | BASISOPSTELLING: Koopmans – Van Ewijk, Del Fabro, Pinas , Faye – Elmkies, Morrison, Rigo – Besuijen, Karelis, Bourard RESERVEBANK: Zwinkels, Amofa, M. Mulder, J. Mulder, Kemper, Goossens, Pascu, Ćatić, Philipp, Ould-Chikh, Kramer, Arweiler WISSELS: 46' Philipp Morrison 72' Pascu Elmkies 72' Ćatić Besuijen 72' Arweiler Karelis | BASISOPSTELLING: Okoye – Abels, Vriends , Heylen, Pinto – Mijnans, Auassar, Smeets, Harroui, D. Duarte – Thy RESERVEBANK: Van Leer, Fabrie, Fortes, Beugelsdijk, Burger, Meijers, L. Duarte, Kharchouch, Gravenberch, Engels, Emegha WISSELS: 68' L. Duarte Harroui 68' Meijers Pinto 73' Gravenberch Smeets 73' Engels Thy 79' Beugelsdijk Heylen |

Afwezig: Kishna, Zuiverloon (niet wedstrijdfit), De Boer (ziek), Bijen, Rațiu (blessure)

Opmerkelijk: Het debuut van hoofdtrainer Ruud Brood werd een drama, met de grootste nederlaag voor ADO in jaren.
| Eredivisie 10e speelronde | ADO Den Haag        | 1 – 1 (1 – 1) | SC Heerenveen                            | Selectie ADO Den Haag: (T: Ruud Brood) | Selectie SC Heerenveen: (T: Johnny Jansen) |
| za. 28 november 2020 Aanvangstijd: 20:00 uur Plaats: Den Haag Cars Jeans Stadion Toeschouwers: 0 Scheidsrechter: Danny Makkelie Assistenten: Diks, Steegstra, Teuben VAR: Bijl, De Vries Wedstrijdverslagen: ADO Den Haag, Omroep West, FCUpdate | Philipp (Pascu) 13' | 1 – 0 1 – 1   | 16' H. Veerman (Drešević) 28' H. Veerman | BASISOPSTELLING: Koopmans – Van Ewijk, Del Fabro, Kemper, Faye – Pascu, Elmkies, Pinas – Besuijen, Kramer, Philipp RESERVEBANK: Zwinkels, Wentges, Rațiu, Amofa, M. Mulder, De Boer, Goossens, Rigo, Bourard, Kishna, Karelis, Arweiler WISSELS: 28' Kishna Philipp 79' De Boer Pascu 79' Arweiler Kramer 87' Rațiu Pinas MOTM in het stadion: Ricardo Kishna | BASISOPSTELLING: Mulder – Floranus, Van Hecke, Bochniewicz, Woudenberg – Kongolo, J. Veerman, Drešević – Nygren, H. Veerman , Van Bergen RESERVEBANK: Bekkema, Kroesen, Akujobi, Hajal, Sjopov, Driouech, Smit WISSELS: 65' Hajal Drešević 69' Driouech Nygren |

Afwezig: Zuiverloon (niet wedstrijdfit), Bijen, Ćatić, Morrison, Ould-Chikh (blessure)

Opmerkelijk: Na 1.168 dagen speelde Ricardo Kishna, na zeer lang blessureleed en een periode bij Lazio Roma, weer een officiële wedstrijd voor ADO Den Haag. Shaquille Pinas viel uit met een enkelblessure, waaraan hij geopereerd moest worden.

### December 2020
| Eredivisie 11e speelronde | FC Utrecht                                                      | 1 – 1 (0 – 0) | ADO Den Haag                                                         | Selectie ADO Den Haag: (T: Ruud Brood) | Selectie FC Utrecht: (Interim: René Hake) |
| zo. 6 december 2020 Aanvangstijd: 14:30 uur Plaats: Utrecht De Galgenwaard Toeschouwers: 0 Scheidsrechter: Sander van der Eijk Assistenten: Balder, Van de Ven, Cantineau VAR: Van Boekel, Vandeursen Wedstrijdverslagen: ADO Den Haag, Omroep West, FCUpdate | Hoogma (Van der Maarel) 13' Dalmau 56' Dalmau 66' Gustafson 71' | 1 – 0 1 – 1   | 14' Faye 34' Elmkies 85' Kramer (De Boer) 90' Bourard 90+2' Besuijen | BASISOPSTELLING: Koopmans – Van Ewijk, Del Fabro, Kemper, Faye – Pascu, Elmkies, De Boer – Besuijen, Kramer, Kishna RESERVEBANK: Zwinkels, Rațiu, Amofa, M. Mulder, Goossens, Rigo, Morrison, Bourard, Ćatić, Ould-Chikh, Karelis, Arweiler WISSELS: 46' Bourard Elmkies 61' Ould-Chikh Kishna 78' Arweiler Pascu | BASISOPSTELLING: Paes – Van der Maarel , Bergström, Hoogma, Warmerdam – Ramselaar, Van Overeem, Gustafson, Van de Streek – Kerk, Mahi RESERVEBANK: Nijhuis, Oelschlägel, Troupée, Janssen, St. Jago, Guwara, Emanuelson, Elia, Boussaid, Dalmau, Sylla WISSELS: 46' Dalmau Van Overeem 78' Guwara Ramselaar 78' Elia Mahi 83' Janssen Kerk |

Afwezig: Zuiverloon (niet wedstrijdfit), Bijen, Philipp, Pinas (blessure)
| Eredivisie 12e speelronde | FC Emmen                       | 1 – 1 (0 – 1) | ADO Den Haag                   | Selectie ADO Den Haag: (T: Ruud Brood) | Selectie FC Emmen: (T: Dick Lukkien) |
| za. 12 december 2020 Aanvangstijd: 18:45 uur Plaats: Emmen De Oude Meerdijk Toeschouwers: 0 Scheidsrechter: Jeroen Manschot Assistenten: De Vries, Polman, Dröge VAR: Kooij, Schaap Wedstrijdverslagen: ADO Den Haag, Omroep West, FCUpdate | De Leeuw 52' Araujo (Bijl) 72' | 0 – 1 1 – 1   | 6' Besuijen (Faye) 42' De Boer | BASISOPSTELLING: Koopmans – Van Ewijk, Del Fabro, Kemper, Faye – Pascu, Besuijen, De Boer – Ould-Chikh, Kramer, Kishna RESERVEBANK: Zwinkels, Schoonderwaldt, Rațiu, Amofa, M. Mulder, Goossens, Rigo, Morrison, Bourard, Ćatić, Karelis, Arweiler WISSELS: 46' Karelis Kramer 59' Bourard Kishna 67' Rigo De Boer 67' Rațiu Ould-Chikh | BASISOPSTELLING: Wiedwald – Van Rhijn, Araujo, Bakker, Cavlan – Bijl, De Leeuw , Ben Moussa, Peña – Kolar, Laursen RESERVEBANK: Telgenkamp, Van der Lei, Veendorp, Görgülü, Chacón, Tibbling, Bernadou, Jansen, Caciano, Avdijaj WISSELS: 46' Bernadou Ben Moussa 72' Avdijaj Van Rhijn 82' Veendorp Bakker 86' Chacón Kolar 86' Jansen Laursen |

Afwezig: Zuiverloon (niet wedstrijdfit), Bijen, Elmkies, Philipp, Pinas (blessure)

Opmerkelijk: Na 12 minuten werd de wedstrijd werd de wedstrijd gestaakt, vanwege aanhoudende mist en afgestoken vuurwerk buiten het stadion. Rechtsback Milan van Ewijk speelde zijn 25ste officiële wedstrijd voor ADO Den Haag. Vicente Besuijen scoorde zijn eerste doelpunt in de Eredivisie.
| Eredivisie 13e speelronde | ADO Den Haag                              | 2 – 4 (0 – 4)                       | AFC Ajax                                                                             | Selectie ADO Den Haag: (T: Ruud Brood) | Selectie AFC Ajax: (T: Erik ten Hag) |
| zo. 20 december 2020 Aanvangstijd: 14:30 uur Plaats: Den Haag Cars Jeans Stadion Toeschouwers: 0 Scheidsrechter: Bas Nijhuis Assistenten: Schaap, Kleinjan, Nagtegaal VAR: Ruperti, Dobre Wedstrijdverslagen: ADO Den Haag, Omroep West, FCUpdate | Kramer (Bourard) 49' Bourard (Kramer) 70' | 0 – 1 0 – 2 0 – 3 0 – 4 1 – 4 2 – 4 | 20' Tadić (Klaiber) 22' Huntelaar (Blind) 30' Labyad (Antony) 32' Huntelaar (Antony) | BASISOPSTELLING: Koopmans – Van Ewijk, Amofa, Del Fabro, Kemper, Faye – Pascu, Besuijen, De Boer – Ould-Chikh, Kramer RESERVEBANK: Zwinkels, Rațiu, M. Mulder, J. Mulder, Goossens, Rigo, Bourard, Philipp, Ćatić, Kishna, Karelis, Arweiler WISSELS: 46' J. Mulder Kemper 46' Bourard Ould-Chikh 61' Rigo Pascu 61' Philipp Besuijen 82' Arweiler Kramer | BASISOPSTELLING: Onana – Klaiber, Schuurs, Blind, Tagliafico – Klaassen, Labyad, Gravenberch – Antony, Huntelaar, Tadić RESERVEBANK: Stekelenburg, Scherpen, Rensch, Martínez, Álvarez, Ekkelenkamp, Taylor, Jensen, Promes WISSELS: 46' Martínez Tagliafico 46' Taylor Gravenberch 46' Promes Antony 84' Ekkelenkamp Huntelaar |

Afwezig: Zuiverloon (niet wedstrijdfit), Bijen, Elmkies, Morrison, Pinas (blessure)

Opmerkelijk: Jonathan Mulder maakte als linksback zijn Eredivisie-debuut.
| Eredivisie 14e speelronde | ADO Den Haag   | 0 – 2 (0 – 0) | PEC Zwolle                                                           | Selectie ADO Den Haag: (T: Ruud Brood) | Selectie PEC Zwolle: (T: John Stegeman) |
| wo. 23 december 2020 Aanvangstijd: 20:00 uur Plaats: Den Haag Cars Jeans Stadion Toeschouwers: 0 Scheidsrechter: Ingmar Oostrom Assistenten: Honig, Brondijk, Bijl VAR: Blank, Steegstra Wedstrijdverslagen: ADO Den Haag, Omroep West, FCUpdate | Ould-Chikh 87' | 0 – 1 0 – 2   | 51' Van Duinen (Van Wermeskerken) 75' Kersten 84' Leemans (Nakayama) | BASISOPSTELLING: Koopmans – Van Ewijk, Del Fabro, Kemper, Faye – Pascu, Besuijen, De Boer – Bourard, Kramer, Kishna RESERVEBANK: Zwinkels, Rațiu, Amofa, J. Mulder, Goossens, Rigo, Morrison, Philipp, Ould-Chikh, Ćatić, Karelis, Arweiler WISSELS: 28' Ould-Chikh De Boer 57' Morrison Kishna 65' Goossens Pascu 65' Philipp Bourard | BASISOPSTELLING: Zetterer – Van Wermeskerken, Van Polen , Kersten, Paal – Clement, Strieder, Huiberts – Reijnders, Ghoochannejhad, Van Duinen RESERVEBANK: Mous, Hauptmeijer, Lam, Nakayama, Doué, Chirino, Leemans, Lagsir, Drost, Pherai, Van den Belt WISSELS: 65' Leemans Clement 74' Drost Ghoochannejhad 83' Nakayama Strieder 83' Lam Huiberts |

Afwezig: Zuiverloon (niet wedstrijdfit), Bijen, Elmkies, Pinas (blessure)

Opmerkelijk: ADO Den Haag ging op een zeventiende plek in de Eredivisie-ranglijst de winterstop in, een plaats die aan het einde van het seizoen rechtstreekse degradatie zou betekenen.

### Januari 2021
| Eredivisie 15e speelronde | RKC Waalwijk | 0 – 1 (0 – 1) | ADO Den Haag                                  | Selectie ADO Den Haag: (T: Ruud Brood) | Selectie RKC Waalwijk: (T: Fred Grim) |
| za. 9 januari 2021 Aanvangstijd: 16:30 uur Plaats: Waalwijk Mandemakers Stadion Toeschouwers: 0 Scheidsrechter: Serdar Gözübüyük Assistenten: Van Zuilen, Balder, Dröge VAR: Van den Kerkhof, Ozinga Wedstrijdverslagen: ADO Den Haag, Omroep West, FCUpdate | Anita 19'    | 0 – 1         | 17' Kemper (Goossens) 52' Kramer 58' Goossens | BASISOPSTELLING: Koopmans – Van Ewijk, Janmaat , Pinas, Kemper – Bourard, Vejinović, Goossens – Besuijen, Kramer, Kishna RESERVEBANK: Zwinkels, Schoonderwaldt, Rațiu, Amofa, Del Fabro, De Boer, Rigo, Pascu, Philipp, Ould-Chikh, Karelis WISSELS: 52' Philipp Kishna 67' Pascu Bourard 90' Del Fabro Goossens 90' Ould-Chikh Besuijen | BASISOPSTELLING: Lamprou – Bakari, Meulensteen , Touba, Quasten – Azhil, Anita, Van der Venne – Efmorfidis, Stokkers, Daneels RESERVEBANK: Vaessen, Grim, Gaari, Nieuwpoort, Lutonda, Wouters, Mulder, Augustijns, Sow, Min, Damașcan WISSELS: 60' Sow Efmorfidis 77' Lutonda Quasten 77' Min Azhil 84' Damașcan Van der Venne |

Afwezig: Zuiverloon (niet wedstrijdfit), Arweiler, Ćatić, Elmkies, Faye (mogen vertrekken), Bijen (blessure)

Opmerkelijk: Marko Vejinović maakte zijn ADO-debuut. Boy Kemper maakte zijn eerste Eredivisie-doelpunt. Deze overwinning was de eerste onder leiding van hoofdtrainer Ruud Brood.
| Eredivisie 16e speelronde | ADO Den Haag                                         | 1 – 4 (0 – 1)                 | VVV-Venlo | Selectie ADO Den Haag: (T: Ruud Brood) | Selectie VVV-Venlo: (T: Hans de Koning) |
| wo. 13 januari 2021 Aanvangstijd: 20:00 uur Plaats: Den Haag Cars Jeans Stadion Toeschouwers: 0 Scheidsrechter: Jannick van der Laan Assistenten: Van Dongen, Goossens, Ruperti VAR: Blom, Beijer Wedstrijdverslagen: ADO Den Haag, Omroep West, FCUpdate | Pinas 5' Kemper 44' Bourard 65' Familia-Castillo 67' | 0 – 1 0 – 2 1 – 2 1 – 3 1 – 4 | 6' Giakoumakis (pen.) 35' John 42' V. van Crooij 58' Giakoumakis (Post) 67' Dekker 68' Giakoumakis (Roemer) 86' Giakoumakis (pen.) | BASISOPSTELLING: Koopmans – Van Ewijk, Janmaat , Pinas, Kemper – Goossens, Vejinović, Familia-Castillo – Besuijen, Kramer, Kishna RESERVEBANK: Zwinkels, Schoonderwaldt, Rațiu, Amofa, Del Fabro, De Boer, Rigo, Pascu, Bourard, Philipp, Ould-Chikh, Karelis WISSELS: 46' Ould-Chikh Kishna 62' Bourard Kemper 62' Karelis Goossens 62' Philipp Besuijen 70' Del Fabro Janmaat | BASISOPSTELLING: Kirschbaum – Dekker, Gelmi, Roeffen, Guwara – Machach, Post , Janssen – V. van Crooij, Giakoumakis, John RESERVEBANK: D. van Crooij, Verbong, Swinkels, Kum, Schäfer, Schmitz, S'rifi, Essanoussi, Roemer, Hupperts, Ćorić, Arias WISSELS: 60' Roemer John 72' Kum Dekker 72' Swinkels Machach 88' Arias Giakoumakis |

Afwezig: Zuiverloon (niet wedstrijdfit), Arweiler, Ćatić, Elmkies, Faye (mogen vertrekken), Bijen (blessure)

Opmerkelijk: Juan Familia-Castillo maakte zijn ADO-debuut. Bilal Ould-Chikh speelde zijn 25ste officiële wedstrijd voor ADO Den Haag.
| Eredivisie 17e speelronde | AZ                                    | 2 – 1 (0 – 0)     | ADO Den Haag | Selectie ADO Den Haag: (T: Ruud Brood) | Selectie AZ: (T: Pascal Jansen) |
| za. 16 januari 2021 Aanvangstijd: 21:00 uur Plaats: Alkmaar AFAS Stadion Toeschouwers: 0 Scheidsrechter: Björn Kuipers Assistenten: Van Roekel, Zeinstra, Vos VAR: Lindhout, Ketting Wedstrijdverslagen: ADO Den Haag, Omroep West, FCUpdate | Aboukhlal (Midtsjø) 72' Aboukhlal 89' | 0 – 1 1 – 1 2 – 1 | 58' Kramer   | BASISOPSTELLING: Koopmans – Van Ewijk, Del Fabro, Kemper, Familia-Castillo – Bourard, Vejinović , Goossens – Rațiu, Kramer, Besuijen RESERVEBANK: Zwinkels, Schoonderwaldt, Pinas, Amofa, De Boer, Rigo, Pascu, Philipp, Ould-Chikh, Kishna, Karelis, Arweiler WISSELS: 56' Pinas Familia-Castillo 72' De Boer Bourard 72' Ould-Chikh Besuijen 80' Karelis Kramer | BASISOPSTELLING: Bizot – Sugawara, Hatzidiakos, Martins Indi, Wijndal – Midtsjø, Stengs, Koopmeiners – Gudmundsson, Boadu, Karlsson RESERVEBANK: Verhulst, Bakker, Leeuwin, Letschert, Gullit, Clasie, Evjen, Reijnders, Oosting, Goudmijn, Aboukhlal WISSELS: 63' Letschert Hatzidiakos 63' Reijnders Martins Indi 63' Evjen Gudmundsson 63' Aboukhlal Karlsson |

Afwezig: Zuiverloon (niet wedstrijdfit), Ćatić, Elmkies, Faye (mogen vertrekken), Bijen, Janmaat (blessure/rust)
| KNVB Beker Achtste finale | Vitesse                                | 2 – 1 (1 – 0)     | ADO Den Haag                              | Selectie ADO Den Haag: (T: Ruud Brood) | Selectie Vitesse: (T: Thomas Letsch) |
| di. 19 januari 2021 Aanvangstijd: 18:45 uur Plaats: Arnhem GelreDome Toeschouwers: 0 Scheidsrechter: Dennis Higler Assistenten: Polman, Nanninga, Blank Wedstrijdverslagen: ADO Den Haag, Omroep West, FCUpdate | Openda (Tannane) 25' Bero (Openda) 71' | 1 – 0 2 – 0 2 – 1 | 54' Familia-Castillo 81' Ćatić (Besuijen) | BASISOPSTELLING: Koopmans – Rațiu, Amofa, Del Fabro, Pinas, Kemper – Bourard, Goossens, Familia-Castillo – Besuijen, Ould-Chikh RESERVEBANK: Zwinkels, Schoonderwaldt, M. Mulder, J. Mulder, De Boer, Rigo, Pascu, Philipp, Ćatić, Karelis, Arweiler WISSELS: 46' Ćatić Bourard 61' De Boer Familia-Castillo 61' Arweiler Ould-Chikh 71' Philipp Amofa 83' Karelis Besuijen | BASISOPSTELLING: Pasveer – Dasa, Doekhi, Bazoer, Rasmussen, Wittek – Bruns, Tannane, Bero – Openda, Darfalou RESERVEBANK: Houwen, Bayazit, Cornelisse, Hájek, Oroz, Manhoef, Vroegh, Huisman, Touré, Gong, Broja, Buitink WISSELS: 58' Bruns Touré 58' Tannane Huisman 58' Darfalou Broja 75' Hájek Bazoer 80' Buitink Openda |

Afwezig: Zuiverloon (niet wedstrijdfit), Elmkies, Faye (mogen vertrekken), Bijen, Van Ewijk, Janmaat, Kishna, Kramer, Vejinović (blessure/rust)

Opmerkelijk: ADO Den Haag werd, na een ronde te zijn vrijgesteld, in de achtste finales van het bekertoernooi uitgeschakeld. Aanvaller Amar Ćatić maakte zijn eerste doelpunt voor ADO.
| Eredivisie 18e speelronde | ADO Den Haag            | 0 – 0 (0 – 0) | FC Emmen | Selectie ADO Den Haag: (T: Ruud Brood) | Selectie FC Emmen: (T: Dick Lukkien) |
| za. 23 januari 2021 Aanvangstijd: 16:30 uur Plaats: Den Haag Cars Jeans Stadion Toeschouwers: 0 Scheidsrechter: Bas Nijhuis Assistenten / VAR: Strijker, Van Vlokhoven, Smit / Teuben, Van Kampen Wedstrijdverslagen: ADO, West, FCUpdate Bal: 40%-60% / xG: 0,76 – 1,12 | Kishna 86' Kramer 90+2' |               |          | BASISOPSTELLING: Koopmans – Van Ewijk, Del Fabro, Kemper, Familia-Castillo – Vejinović , Gomelt, Goossens – Rațiu, Kramer, Besuijen RESERVEBANK: Fraisl, Pinas, Amofa, De Boer, Pascu, Bourard, Philipp, Ćatić, Ould-Chikh, Kishna, Karelis WISSELS: 46' Bourard Gomelt 70' Ćatić Rațiu 74' Kishna Besuijen | BASISOPSTELLING: Telgenkamp – Bijl, Araujo, Bakker, Cavlan – Tibbling, Ben Moussa, De Vos – Peña, De Leeuw , Frei RESERVEBANK: Wiedwald, Van der Lei, Van Rhijn, Veendorp, Görgülü, Vlak, Bernadou, Jansen, La Torre, Avdijaj, Laursen WISSELS: 75' Jansen De Vos 81' Laursen Ben Moussa 83' Veendorp Bijl |

Afwezig: Zuiverloon (niet wedstrijdfit), Arweiler, Elmkies, Faye, Rigo (mogen vertrekken), Bijen, Janmaat (blessure)

Opmerkelijk: Tomislav Gomelt maakte zijn ADO-debuut. Voor de twaalfde thuiswedstrijd op rij kwam ADO Den Haag niet tot een winst, een negatief clubrecord.
| Eredivisie 19e speelronde | FC Groningen                                                                  | 3 – 0 (2 – 0)     | ADO Den Haag          | Selectie ADO Den Haag: (T: Ruud Brood) | Selectie FC Groningen: (T: Danny Buijs) |
| di. 26 januari 2021 Aanvangstijd: 21:00 uur Plaats: Groningen Euroborg Toeschouwers: 0 Scheidsrechter: Rob Dieperink Assistenten / VAR: Bleumink, Bodde, Gansner / Van der Laan, Koopman Wedstrijdverslagen: ADO, West, FCUpdate Bal: 56%-44% / xG: 1,63 – 0,57 | Lundqvist (vt.) 18' Strand Larsen (Gudmundsson) 43' Da Cruz (El Hankouri) 68' | 1 – 0 2 – 0 3 – 0 | 38' Bourard 76' Ćatić | BASISOPSTELLING: Koopmans – Van Ewijk, Del Fabro, Kemper, Familia-Castillo – Vejinović , Bourard, Goossens – Rațiu, Kramer, Besuijen RESERVEBANK: Fraisl, Zuiverloon, Pinas, Amofa, De Boer, Pascu, Gomelt, Philipp, Ćatić, Ould-Chikh, Kishna, Karelis WISSELS: 39' Ould-Chikh Van Ewijk 54' Ćatić Bourard 73' Pinas Kemper 73' Gomelt Goossens 73' Karelis Kramer | BASISOPSTELLING: Padt – Leal, Itakura, Van Hintum , Gudmundsson – Lundqvist, Da Cruz, D. van Kaam – Suslov, Strand Larsen, El Hankouri RESERVEBANK: Bråtveit, De Boer, Dankerlui, Te Wierik, Dammers, J. van Kaam, Schreck, Joosten, Slor, Dallinga WISSELS: 71' Schreck Da Cruz 71' Da Cruz Suslov 71' J. van Kaam El Hankouri 86' Slor Gudmundsson 86' Dallinga Strand Larsen |

Afwezig: Mokhtar (niet speelgerechtigd), Arweiler, Elmkies, Faye, Rigo (mogen vertrekken), Bijen, Janmaat (blessure)

Opmerkelijk: Dit was de eerste competitiewedstrijd van dit seizoen waarin rechtsback Milan van Ewijk niet de 90 minuten volmaakte.
| Eredivisie 20e speelronde | ADO Den Haag                                                                          | 1 – 1 (1 – 0) | Sparta Rotterdam                | Selectie ADO Den Haag: (T: Ruud Brood) | Selectie Sparta Rotterdam: (T: Henk Fraser) |
| zo. 31 januari 2021 Aanvangstijd: 16:45 uur Plaats: Den Haag Cars Jeans Stadion Toeschouwers: 0 Scheidsrechter: Erwin Blank Assistenten / VAR: De Vries, Weterings, Cantineau / Pérez, Ozinga Wedstrijdverslagen & statistieken: ADO, West, FCUpdate Bal: 47%-53% / xG: 1,12 – 1,40 | Gomelt (Goossens, c.) 45' Del Fabro 73' Familia-Castillo 77' Pinas 78' Besuijen 90+3' | 1 – 0 1 – 1   | 36' Heylen 68' Kharchouch (Thy) | BASISOPSTELLING: Fraisl – Van Ewijk, Del Fabro, Kemper, Familia-Castillo – Vejinović , Gomelt, Goossens – Adekanye, Kramer, Mokhtar RESERVEBANK: Koopmans, Zuiverloon, Pinas, De Boer, Pascu, Bourard, Besuijen, Philipp, Ćatić, Kishna, Arweiler WISSELS: 59' Besuijen Adekanye 70' Pinas Goossens 72' Ćatić Mokhtar | BASISOPSTELLING: Okoye – Abels, Beugelsdijk, Heylen, Pinto – Mijnans, Auassar , Smeets, Harroui – Thy, Engels RESERVEBANK: Van Leer, Fabrie, Fortes, Vianello, Meerstadt, Burger, Meijers, L. Duarte, Kharchouch, Gravenberch, Emegha WISSELS: 46' Fortes Mijnans 46' Gravenberch Smeets 65' L. Duarte Auassar 65' Kharchouch Engels |

Afwezig: Elmkies, Faye, Rigo (mogen vertrekken), Bijen, Janmaat, Ould-Chikh (blessure)

Opmerkelijk: Martin Fraisl, Bobby Adekanye en Youness Mokhtar maakten hun ADO-debuut. Tomislav Gomelt maakte zijn eerste doelpunt in de Eredivisie. Het duel tegen Willem II op zondag 7 februari kreeg geen doorgang, vanwege hevige sneeuwval. Het duel werd ingehaald op woensdag 24 februari.

### Februari 2021
| Eredivisie 22e speelronde* | ADO Den Haag                                     | 2 – 2 (1 – 0)           | PSV                                                 | Selectie ADO Den Haag: (T: Ruud Brood) | Selectie PSV: (T: Roger Schmidt) |
| za. 13 februari 2021 Aanvangstijd: 16:30 uur Plaats: Den Haag Cars Jeans Stadion Toeschouwers: 0 Scheidsrechter: Pol van Boekel Assistenten / VAR: Van Dongen, Van de Ven, Bos / Cantineau, Nanninga Wedstrijdverslagen & statistieken: ADO, West, FCUpdate Bal: 28%-72% / xG: 0,63 – 5,68 | Adekanye (Van Ewijk) 27' Kramer (Arweiler) 90+3' | 1 – 0 1 – 1 1 – 2 2 – 2 | 21' Max 51' Malen (Vertessen) 67' Sangaré 76' Malen | BASISOPSTELLING: Fraisl – Van Ewijk, Amofa, Del Fabro, Pinas, Kemper – Gomelt, Mokhtar, Goossens – Adekanye, Kramer RESERVEBANK: Koopmans, Zuiverloon, Familia-Castillo, De Boer, Pascu, Besuijen, Philipp, Ćatić, Ould-Chikh, Arweiler WISSELS: 46' Zuiverloon Gomelt 57' Besuijen Mokhtar 69' Arweiler Adekanye 82' Philipp Amofa 82' Familia-Castillo Kemper MOTM in het stadion: Martin Fraisl | BASISOPSTELLING: Mvogo – Teze, Boscagli, Baumgartl, Max – Vertessen, Rosario , Sangaré, Thomas – Malen, Zahavi RESERVEBANK: Unnerstall, Delanghe, Dumfries, Obispo, Fein, Van Ginkel, Gutiérrez, Ihattaren, Mauro Júnior, Piroe WISSELS: 61' Ihattaren Vertessen 75' Dumfries Baumgartl 75' Mauro Júnior Thomas 85' Gutiérrez Zahavi |

Afwezig: El Khayati (niet speelgerechtigd), Elmkies, Faye (niet bij selectie), Bijen, Janmaat, Kishna, Vejinović (blessure)

Opmerkelijk: Door de koude weersomstandigheden werd dit duel twee uur vervroegd. Michiel Kramer zorgde met een omhaal in blessuretijd voor de Haagse gelijkmaker. Bobby Adekanye maakte zijn eerste doelpunt voor ADO Den Haag. Martin Fraisl werd in verschillende media uitgeroepen tot beste keeper/speler van de week. De Oostenrijker verrichtte maar liefst 12 reddingen dit duel, tot dan toe het meeste aantal reddingen van een keeper in een Eredivisiewedstrijd in dit seizoen. Voor de veertiende keer op rij wist ADO Den Haag geen thuiswedstrijd te winnen in de Eredivisie. Wel bleef de Haagse equipe voor de derde wedstrijd op rij ongeslagen in eigen stadion.
| Eredivisie 23e speelronde* | Fortuna Sittard                   | 2 – 0 (1 – 0) | ADO Den Haag  | Selectie ADO Den Haag: (T: Ruud Brood) | Selectie Fortuna Sittard: (T: Sjors Ultee) |
| za. 20 februari 2021 Aanvangstijd: 21:00 uur Plaats: Sittard-Geleen Fortuna Sittard Stadion Toeschouwers: 0 Scheidsrechter: Bas Nijhuis Assistenten / VAR: Nanninga, Frijn, Hensgens / Kooij, Schaap Wedstrijdverslagen & statistieken: ADO, West, FCUpdate Bal: 48%-52% / xG: 1,80 – 0,29 | Semedo (Seuntjens) 26' Polter 79' | 1 – 0 2 – 0   | 65' Van Ewijk | BASISOPSTELLING: Fraisl – Van Ewijk, Del Fabro, Kemper, Familia-Castillo – Vejinović , El Khayati, Goossens – Adekanye, Kramer, Mokhtar RESERVEBANK: Koopmans, Zuiverloon, Amofa, De Boer, Pascu, Gomelt, Besuijen, Philipp, Ćatić, Ould-Chikh, Kishna, Arweiler WISSELS: 66' Gomelt Vejinović 66' Arweiler Mokhtar 72' Besuijen El Khayati 72' Kishna Adekanye 83' Ould-Chikh Goossens | BASISOPSTELLING: Van Osch – Tirpan, Angha, Janssen, Cox – Rienstra , Flemming, Tekie – Semedo, Polter, Seuntjens RESERVEBANK: Koșelev, Wehking, Essers, Rota, Van Beijnen, Van den Buijs, Moutoussamy, Emmanouilidis, Verlinden, George, Hansson, Kastrati WISSELS: 74' Hansson Semedo 83' Koșelev Van Osch 88' Rota Tirpan 88' Van den Buijs Tekie 88' George Polter |

Afwezig: Elmkies, Faye (niet bij selectie), Bijen, Janmaat, Pinas (blessure)
| Eredivisie 21e speelronde* | Willem II                                                        | 1 – 1 (0 – 0) | ADO Den Haag                | Selectie ADO Den Haag: (T: Ruud Brood) | Selectie Willem II: (T: Željko Petrović) |
| wo. 24 februari 2021 Aanvangstijd: 16:30 uur Plaats: Tilburg Koning Willem II Stadion Toeschouwers: 0 Scheidsrechter: Siemen Mulder Assistenten / VAR: Honig, Krijt, Teuben / Bos, Groot Wedstrijdverslagen & statistieken: ADO, West, FCUpdate Bal: 54%-46% / xG: 1,67 – 1,10 | Heerkens 37' Trésor (pen.) 48' Peters 60' Peters 75' Owusu 90+6' | 1 – 0 1 – 1   | 42' Gomelt 62' Pinas (pen.) | BASISOPSTELLING: Fraisl – Van Ewijk, Zuiverloon, Pinas, Kemper – Vejinović , Gomelt, El Khayati – Adekanye, Kramer, Kishna RESERVEBANK: Koopmans, Del Fabro, Amofa, Familia-Castillo, De Boer, Pascu, Goossens, Besuijen, Philipp, Ould-Chikh, Mokhtar, Arweiler WISSELS: 46' Del Fabro Kishna 58' Goossens Zuiverloon 58' Besuijen El Khayati 58' Arweiler Adekanye | BASISOPSTELLING: Murić – Owusu, Holmén, Peters , Heerkens – Spieringhs, Pavlidis, Llonch – Nunnely, Wriedt, Köhlert RESERVEBANK: Brondeel, Van den Berg, Van Beek, Van der Heijden, Köhn, Smeulers, Selahi, Sağlam, Trésor, Zuijderwijk, Romeny WISSELS: 46' Trésor Köhlert 62' Köhn Heerkens 79' Van Beek Pavlidis 85' Selahi Llonch 85' Romeny Nunnely |

Afwezig: Ćatić, Elmkies, Faye (niet bij selectie), Bijen, Janmaat (blessure)

Opmerkelijk: Scheidsrechter Siemen Mulder floot een ongelukkige wedstrijd. Over een afgekeurde goal van Willem II, een niet-toegekende strafschop voor ADO Den Haag na een charge op Ricardo Kishna, de toegekende strafschop aan Willem II en de rode kaart voor de thuisclub werd lang nagepraat. Gianni Zuiverloon viel uit met een enkelblessure. Voor het eerst sinds november 2014 was er een Eredivisie-wedstrijd waarin een thuis- en uitploeg zowel een penalty als een rode kaart kregen.
| Eredivisie 24e speelronde | ADO Den Haag            | 0 – 0 (0 – 0) | RKC Waalwijk | Selectie ADO Den Haag: (T: Ruud Brood) | Selectie RKC Waalwijk: (T: Fred Grim) |
| za. 27 februari 2021 Aanvangstijd: 18:45 uur Plaats: Den Haag Cars Jeans Stadion Toeschouwers: 0 Scheidsrechter: Jochem Kamphuis Assistenten / VAR: Schaap, De Nas, Martens / Gerrets, Van Dongen Wedstrijdverslagen & statistieken: ADO, West, FCUpdate Bal: 54%-46% / xG: 1,19 – 0,18 | Amofa 22' Vejinović 81' |               | 40' Touba    | BASISOPSTELLING: Fraisl – Van Ewijk, Amofa, Pinas, Kemper – Vejinović , El Khayati, Goossens – Adekanye, Kramer, Kishna RESERVEBANK: Koopmans, Seedorf, Del Fabro, Familia-Castillo, De Boer, Pascu, Besuijen, Philipp, Ćatić, Ould-Chikh, Mokhtar, Arweiler WISSELS: 65' Besuijen Adekanye 65' Mokhtar Kishna 83' Philipp Goossens 87' Familia-Castillo Kemper 87' Arweiler El Khayati | BASISOPSTELLING: Lamprou – Bakari, Meulensteen, Touba, Quasten – Van der Venne, Anita, Tahiri – Daneels, Oosting, John RESERVEBANK: Vaessen, Grim, Gaari, Nieuwpoort, Lutonda, Mulder, Azhil, Sow, Min, Ngonge, Stokkers WISSELS: 46' Azhil Oosting 62' Stokkers John 81' Sow Tahiri 88' Mulder Danneels |

Afwezig: Gomelt (schorsing), Elmkies, Faye (niet bij selectie), Bijen, Janmaat, Zuiverloon (blessure)

### Maart 2021
| Eredivisie 25e speelronde | SC Heerenveen                                                                   | 3 – 0 (1 – 0)     | ADO Den Haag | Selectie ADO Den Haag: (T: Ruud Brood) | Selectie SC Heerenveen: (T: Johnny Jansen) |
| za. 6 maart 2021 Aanvangstijd: 20:00 uur Plaats: Heerenveen Abe Lenstra Stadion Toeschouwers: 0 Scheidsrechter: Björn Kuipers Assistenten / VAR: Van Roekel, Zijlstra, Rozendal / Blank, Dobre Wedstrijdverslagen & statistieken: ADO, West, FCUpdate Bal: 53%-47% / xG: 2,77 – 1,06 | De Jong 8' Bochniewicz 44' Van Bergen 67' H. Veerman 78' J. Veerman (Hajal) 89' | 1 – 0 2 – 0 3 – 0 | 90' Arweiler | BASISOPSTELLING: Fraisl – Van Ewijk, Amofa, Pinas, Kemper – Vejinović , El Khayati, Goossens – Adekanye, Kramer, Kishna RESERVEBANK: Koopmans, Seedorf, Del Fabro, Familia-Castillo, Pascu, Besuijen, Philipp, Mokhtar, Arweiler WISSELS: 51' Familia-Castillo Kemper 61' Besuijen Adekanye 79' Mokhtar Goossens 79' Arweiler Kishna | BASISOPSTELLING: Mulder – Van Hecke, Drešević, Bochniewicz, Kaib – Schöne, Halilović – Van Bergen, De Jong, J. Veerman – H. Veerman RESERVEBANK: Harush, Bekkema, Van Ottele, Floranus, Woudenberg, Kongolo, Hajal, Batista Meier, Nygren, Van der Heide WISSELS: 65' Woudenberg Kaib 65' Kongolo Halilović 74' Nygren Van Bergen 74' Hajal De Jong |

Afwezig: Gomelt (schorsing), Elmkies, Faye (niet bij selectie), Bijen, De Boer, Ćatić, Janmaat, Ould-Chikh, Zuiverloon (blessure)
| Eredivisie 26e speelronde | ADO Den Haag | 1 – 2 (0 – 0)     | Heracles Almelo                                     | Selectie ADO Den Haag: (T: Ruud Brood) | Selectie Heracles Almelo: (T: Frank Wormuth) |
| za. 13 maart 2021 Aanvangstijd: 18:45 uur Plaats: Den Haag Cars Jeans Stadion Toeschouwers: 0 Scheidsrechter: Richard Martens Assistenten / VAR: Bleumink, Ketting, Oostrom / Pérez, Ozinga Wedstrijdverslagen & statistieken: ADO, West, FCUpdate Bal: 52%-48% / xG: 1,00 – 1,45 | Familia-Castillo 37' Vejinović 58' Fadiga (eigen doelpunt) 68' Van Ewijk 71' Adekanye 75' Mokhtar 90+3' Kramer 90+3' | 1 – 0 1 – 1 1 – 2 | 40' Azzaoui 72' Bakış (Azzaoui) 83' Vloet (Pröpper) | BASISOPSTELLING: Fraisl – Van Ewijk, Amofa, Pinas, Familia-Castillo – Vejinović , El Khayati, Goossens – Besuijen, Kramer, Kishna RESERVEBANK: Koopmans, Seedorf, Del Fabro, J. Mulder, De Boer, Gomelt, Pascu, Adekanye, Philipp, Ćatić, Mokhtar, Arweiler WISSELS: 63' Gomelt Vejinović 63' Mokhtar El Khayati 63' Adekanye Kishna 81' Arweiler Goossens 89' Del Fabro Familia-Castillo | BASISOPSTELLING: Blaswich – Fadiga, Rente, Pröpper , Quagliata – De la Torre, Vloet, Schoofs – Azzaoui, Bakış, Burgzorg RESERVEBANK: Brouwer, Bucker, Breukers, Knoester, Hardeveld, Kiomourtzoglou, Bijleveld, Kutucu, Szöke WISSELS: 81' Kiomourtzoglou Azzaoui 81' Kutucu Bakış 90' Knoester De la Torre 90' Szöke Burgzorg |

Afwezig: Elmkies, Faye (niet bij selectie), Bijen, Janmaat, Kemper, Ould-Chikh, Zuiverloon (blessure)

Opmerkelijk: Spits Michiel Kramer speelde zijn 100ste officiële wedstrijd voor ADO Den Haag.
| Eredivisie 27e speelronde | AFC Ajax                                                                                    | 5 – 0 (4 – 0)                 | ADO Den Haag | Selectie ADO Den Haag: (T: Ruud Brood) | Selectie AFC Ajax: (T: Erik ten Hag) |
| zo. 21 maart 2021 Aanvangstijd: 18:45 uur Plaats: Amsterdam Johan Cruijff ArenA Toeschouwers: 0 Scheidsrechter: Allard Lindhout Assistenten / VAR: Polman, Strijker, Van der Laan / Nijhuis, Van Vlokhoven Wedstrijdverslagen & statistieken: ADO, West, FCUpdate Bal: 74%-26% / xG: 3,81 – 0,07 | Rensch (Neres) 11' Brobbey (Rensch) 21' Álvarez 32' Tadić (Rensch) 43' Klaassen (Neres) 68' | 1 – 0 2 – 0 3 – 0 4 – 0 5 – 0 |              | BASISOPSTELLING: Fraisl – Van Ewijk, Del Fabro, Pinas, Familia-Castillo – Gomelt, El Khayati, De Boer – Adekanye, Kishna, Besuijen RESERVEBANK: Koopmans, Seedorf, Amofa, Kemper, Goossens, Pascu, Philipp, Ould-Chikh, Ćatić, Mokhtar, Severina, Arweiler WISSELS: 46' Kemper Familia-Castillo 46' Arweiler Adekanye 71' Goossens Gomelt 71' Pascu El Khayati 77' Philipp Kishna | BASISOPSTELLING: Stekelenburg – Rensch, Álvarez, Martínez, Tagliafico – Gravenberch, Klaassen, Blind – Neres, Brobbey, Tadić RESERVEBANK: Scherpen, Kotarski, Klaiber, Schuurs, Ekkelenkamp, Labyad, Kudus, Idrissi, Traoré WISSELS: 46' Idrissi Tadić 54' Schuurs Álvarez 54' Labyad Klaassen 54' Traoré Brobbey 79' Kudus Tagliafico |

Afwezig: Elmkies, Faye (niet bij selectie), Bijen, Janmaat, Kramer, Vejinović, Zuiverloon (blessure)

Opmerkelijk: Doelman Martin Fraisl werd de zevende speler die dit competitieseizoen aanvoerder was bij ADO Den Haag. Vicente Besuijen speelde zijn 25ste officiële wedstrijd voor ADO. Op 25 maart speelde ADO een oefenwedstrijd tegen AZ. Het duel ging met 0-2 verloren, door twee treffers van Tijjani Reijnders.

### April 2021
| Eredivisie 28e speelronde | ADO Den Haag                                       | 1 – 4 (0 – 3)                 | FC Utrecht                                                                   | Selectie ADO Den Haag: (T: Ruud Brood) | Selectie FC Utrecht: (T: René Hake) |
| zo. 4 april 2021 Aanvangstijd: 14:30 uur Plaats: Den Haag Cars Jeans Stadion Toeschouwers: 0 Scheidsrechter: Dennis Higler Assistenten / VAR: Goossens, Kleinjan, Vos / Mulder, Beijer Wedstrijdverslagen & statistieken: ADO, West, FCUpdate Bal: 45%-55% / xG: 0,42 – 3,59 | Vejinović 66' Arweiler (Van Ewijk) 72' De Boer 75' | 0 – 1 0 – 2 0 – 3 1 – 3 1 – 4 | 10' Kerk (Maher) 16' Van Overeem (Boussaid) 43' Boussaid 74' Maher (Benamar) | BASISOPSTELLING: Fraisl – Seedorf, Van Ewijk, Pinas, Kemper – Gomelt, Besuijen, Vejinović – Adekanye, Kishna, Severina RESERVEBANK: Koopmans, Esajas, Familia-Castillo, J. Mulder, De Boer, Goossens, Pascu, Philipp, Ould-Chikh, Ćatić, Arweiler WISSELS: 46' Arweiler Gomelt 46' Pascu Adekanye 46' De Boer Severina 77' Esajas Seedorf 81' Familia-Castillo Kemper | BASISOPSTELLING: Oelschlägel – Ter Avest, Benamar, Janssen , Warmerdam – Van Overeem, Ramselaar, Maher – Mahi, Kerk, Boussaid RESERVEBANK: Paes, Nijhuis, Van der Maarel, Troupée, Bergström, Gustafson, Van de Streek, Emanuelson, Elia, Dalmau, Sylla WISSELS: 35' Sylla Mahi 45' Van de Streek Ramselaar 75' Van der Maarel Ter Avest 75' Gustafson Van Overeem 75' Dalmau Boussaid 82' Bergström Benamar |

Afwezig: Elmkies, Faye (niet bij selectie), Amofa, Bijen, Del Fabro, El Khayati, Janmaat, Kramer, Mokhtar, Zuiverloon (blessure/corona)

Opmerkelijk: Vanwege de vele blessuregevallen maakten Cain Seedorf, Xander Severina en Silvinho Esajas hun Eredivisie-debuut. Met het inbrengen van Esajas gebruikte ADO Den Haag 37 spelers dit seizoen. Het betekende een Eredivisie-record, dat ADO afpakte van FC Utrecht (36 gebruikte spelers in het seizoen 2014/15). FC Utrecht kreeg een extra wisselmogelijkheid vanwege de hoofdblessure van Bart Ramselaar. Hierdoor mocht de uitploeg zesmaal wisselen, dit gebeurde voor het eerst bij een competitiewedstrijd van ADO Den Haag.
| Eredivisie 29e speelronde | Vitesse                  | 0 – 0 (0 – 0) | ADO Den Haag                                                               | Selectie ADO Den Haag: (T: Ruud Brood) | Selectie Vitesse: (T: Thomas Letsch) |
| vr. 9 april 2021 Aanvangstijd: 20:00 uur Plaats: Arnhem GelreDome Toeschouwers: 0 Scheidsrechter: Jochem Kamphuis Assistenten / VAR: Van de Ven, Strijker, Dröge / Lindhout, Dobre Wedstrijdverslagen & statistieken: ADO, West, FCUpdate Bal: 72%-28% / xG: 1,38 – 0,33 | Tannane 23' Tronstad 38' |               | 20' Besuijen 35' Vejinović 57' Philipp 60' Pinas 65' Zuiverloon 90' Kemper | BASISOPSTELLING: Fraisl – Van Ewijk, Zuiverloon, Pinas, Kemper – Pascu, Vejinović , De Boer – Besuijen, Arweiler, Kishna RESERVEBANK: Koopmans, Seedorf, Esajas, Familia-Castillo, Goossens, Gomelt, Philipp, Severina WISSELS: 46' Philipp Kishna 74' Familia-Castillo Pascu | BASISOPSTELLING: Pasveer – Dasa, Oroz, Bazoer, Rasmussen, Wittek – Tronstad, Tannane, Bero – Openda, Broja RESERVEBANK: Houwen, Bayazit, Cornelisse, Hájek, Vroegh, Bruns, Huisman, Touré, Darfalou WISSELS: 46' Vroegh Wittek 61' Darfalou Tronstad 83' Bruns Openda 83' Huisman Broja 90+4' Vroegh |

Afwezig: Elmkies, Faye (niet bij selectie), Adekanye, Amofa, Bijen, Ćatić, Del Fabro, El Khayati, Janmaat, Kramer, Mokhtar, Ould-Chikh (blessure/corona)
| Eredivisie 30e speelronde | ADO Den Haag  | 0 – 3 (0 – 1)     | Fortuna Sittard                                                | Selectie ADO Den Haag: (T: Ruud Brood) | Selectie Fortuna Sittard: (T: Sjors Ultee) |
| zo. 25 april 2021 Aanvangstijd: 14:30 uur Plaats: Den Haag Cars Jeans Stadion Toeschouwers: 939 Scheidsrechter: Bas Nijhuis Assistenten / VAR: Polman, Vandeursen, Gerrets / Oostrom, Kleinjan Wedstrijdverslagen & statistieken: ADO, West, FCUpdate Bal: 53%-47% / xG: 1,62 – 2,16 | Vejinović 61' | 0 – 1 0 – 2 0 – 3 | 30' Cox 39' Flemming (Hansson) 48' Polter (Flemming) 77' Tekie | BASISOPSTELLING: Fraisl – Van Ewijk, Zuiverloon, Kemper, Familia-Castillo – Vejinović , El Khayati, De Boer – Besuijen, Arweiler, Kishna RESERVEBANK: Koopmans, Seedorf, Esajas, Goossens, Gomelt, Pascu, Adekanye, Philipp, Ćatić, Severina, Kramer WISSELS: 59' Kramer De Boer 62' Adekanye Kishna | BASISOPSTELLING: Velthuizen – Rota, Rienstra , Van den Buijs, Cox – Moutoussamy, Seuntjens, Flemming – Verlinden, Polter, Hansson RESERVEBANK: Wehking, Hendriks, Essers, Van Beijnen, Amiot, Emmanouilidis, Tekie, El Ablak, Semedo, George, Kastrati WISSELS: 5' Amiot Van den Buijs 46' Tekie Verlinden 76' Emmanouilidis Seuntjens 76' Semedo Hansson 87' El Ablak Moutoussamy |

Afwezig: Pinas (schorsing), Elmkies, Faye (niet bij selectie), Amofa, Bijen, Del Fabro, Janmaat, Mokhtar, Ould-Chikh (blessure/corona)

Opmerkelijk: Deze wedstrijd viel onder een pilot van de KNVB. Maximaal 1.700 toeschouwers werden toegestaan in het stadion, zodra zij een 'negatieve coronatest' konden aanleveren. Uiteindelijk zaten er 939 toeschouwers in het Cars Jeans Stadion. Voor de 18de keer op rij wist ADO Den Haag een thuiswedstrijd in de competitie niet te winnen. Dit was een evenaring van het Eredivisie-record.

### Mei 2021
| Eredivisie 31e speelronde | ADO Den Haag                                                                                                  | 3 – 2 (2 – 1)                 | Feyenoord                                                                                               | Selectie ADO Den Haag: (T: Ruud Brood) | Selectie Feyenoord: (T: Dick Advocaat) |
| zo. 2 mei 2021 Aanvangstijd: 12:15 uur Plaats: Den Haag Cars Jeans Stadion Toeschouwers: 0 Scheidsrechter: Pol van Boekel Assistenten / VAR: Bleumink, Brondijk, Martens / Gerrets, De Groot Wedstrijdverslagen & statistieken: ADO, West, FCUpdate Bal: 40%-60% / xG: 1,65 – 1,36 | Arweiler (Besuijen) 13' Besuijen 15' El Khayati (pen.) 30' El Khayati (Besuijen) 60' Van Ewijk 88' Kramer 89' | 0 – 1 1 – 1 2 – 1 3 – 1 3 – 2 | 3' Boženík (Kökçü) 30' Senesi 33' Toornstra 70' Jørgensen (Haps) 89' Pratto 89' Boženík 90+5' Toornstra | BASISOPSTELLING: Fraisl – Van Ewijk, Zuiverloon, Pinas, Kemper – De Boer, El Khayati, Goossens – Adekanye, Arweiler, Besuijen RESERVEBANK: Koopmans, Seedorf, Familia-Castillo, J. Mulder, Gomelt, Pascu, Philipp, Ćatić, Mokhtar, Severina, Kramer WISSELS: 61' Mokhtar Adekanye 61' Kramer Arweiler 79' Ćatić El Khayati 79' Familia-Castillo Besuijen MOTM in het stadion: Abdenasser El Khayati | BASISOPSTELLING: Bijlow – Geertruida, Botteghin, Senesi, Malacia – Toornstra, Fer , Kökçü – Linssen, Boženík, Sinisterra RESERVEBANK: Marsman, Ten Hove, Spajić, Haps, Diemers, El Bouchataoui, João Carlos Teixeira, Jørgensen, Pratto WISSELS: 29' João Carlos Teixeira Linssen 46' Haps Malacia 46' Diemers Kökcü 46' Jørgensen Sinisterra 81' Pratto Fer |

Afwezig: Vejinović (schorsing), Elmkies, Faye (niet bij selectie), Amofa, Bijen, Del Fabro, Janmaat, Kishna, Ould-Chikh (blessure)

Opmerkelijk: Pas in de 31ste speelronde wist ADO voor het eerst een thuisoverwinning te boeken in de competitie. Verdediger Boy Kemper speelde zijn 25ste officiële wedstrijd voor ADO. Abdenasser El Khayati maakte zijn 32ste Eredivisiedoelpunt voor ADO en werd daarmee (en zijn 33 assists) de meest waardevolle ADO-speler van de 21ste eeuw.
| Eredivisie 32e speelronde | PEC Zwolle              | 0 – 1 (0 – 1) | ADO Den Haag                                     | Selectie ADO Den Haag: (T: Ruud Brood) | Selectie PEC Zwolle: (Interim: Bert Konterman) |
| zo. 9 mei 2021 Aanvangstijd: 14:30 uur Plaats: Zwolle MAC³PARK stadion Toeschouwers: 0 Scheidsrechter: Jeroen Manschot Assistenten / VAR: Strijker, Ribbink, Rozendal / Teuben, Walton Wedstrijdverslagen & statistieken: ADO, West, FCUpdate Bal: 67%-33% / xG: 0,55 – 0,43 | Bajselmani 19' Paal 76' | 0 – 1         | 12' Adekanye (Arweiler) 84' El Khayati 90' Ćatić | BASISOPSTELLING: Fraisl – Van Ewijk, Zuiverloon, Pinas, Kemper – De Boer, El Khayati, Goossens – Adekanye, Arweiler, Mokhtar RESERVEBANK: Koopmans, Janmaat, Seedorf, Esajas, Familia-Castillo, J. Mulder, Vejinović, Gomelt, Pascu, Philipp, Ćatić, Severina WISSELS: 46' Janmaat Kemper 64' Vejinović De Boer 64' Ćatić Adekanye 74' Seedorf Arweiler 87' Familia-Castillo Mokhtar | BASISOPSTELLING: Mous – Bajselmani, Lam , Nakayama, Paal – Van den Belt, Saymak, Strieder – Drost, Tedić, Clement RESERVEBANK: Hauptmeijer, Van Drenth, Van den Berg, Doué, Chirino, Lagsir, Pherai, Manuel, Ghoochannejhad WISSELS: 62' Manuel Strieder 62' Pherai Drost 62' Ghoochannejhad Tedić 83' Doué Bajselmani |

Afwezig: Besuijen, Kramer (schorsing), Elmkies, Faye (niet bij selectie), Amofa, Bijen, Del Fabro, Kishna, Ould-Chikh (blessure)

Opmerkelijk: Spits Jonas Arweiler speelde zijn 25ste officiële wedstrijd voor ADO. Voor het eerst sinds augustus 2019 won ADO Den Haag twee competitiewedstrijden op rij.
| Eredivisie 33e speelronde | ADO Den Haag                                                      | 1 – 4 (0 – 3)                 | Willem II                                                                                        | Selectie ADO Den Haag: (T: Ruud Brood) | Selectie Willem II: (T: Željko Petrović) |
| do. 13 mei 2021 Aanvangstijd: 14:30 uur Plaats: Den Haag Cars Jeans Stadion Toeschouwers: 0 Scheidsrechter: Jochem Kamphuis Assistenten / VAR: Van Dongen, Jansen, Vos / Martens, Zijnstra Wedstrijdverslagen & statistieken: ADO, West, FCUpdate Bal: 61%-39% / xG: ? | El Khayati 38' Van Ewijk 45' Kramer (Vejinović) 69' Vejinović 88' | 0 – 1 0 – 2 0 – 3 1 – 3 1 – 4 | 5' Pavlidis (Trésor) 22' Pavlidis (Nunnely) 40' Wriedt 71' Nunnely (Wriedt) 73' Selahi 75' Murić | BASISOPSTELLING: Fraisl – Van Ewijk, Janmaat, Zuiverloon, Pinas – De Boer, El Khayati, Goossens – Adekanye, Arweiler, Besuijen RESERVEBANK: Koopmans, Seedorf, Kemper, Familia-Castillo, Vejinović, Gomelt, Pascu, Philipp, Ćatić, Mokhtar, Kramer WISSELS: 46' Vejinović De Boer 46' Mokhtar Adekanye 46' Kramer Arweiler 58' Kemper Janmaat 67' Gomelt Goossens | BASISOPSTELLING: Murić – Owusu, Van Beek, Holmén , Köhn – Saddiki, Trésor, Llonch – Nunnely, Wriedt, Pavlidis RESERVEBANK: Brondeel, Van den Berg, Peters, Heerkens, Van der Avert, Spieringhs, Selahi, Sağlam, Zuijderwijk, Köhlert WISSELS: 62' Selahi Trésor 68' Köhlert Saddiki 74' Heerkens Llonch |

Afwezig: Elmkies, Faye (niet bij selectie), Amofa, Bijen, Del Fabro, Kishna, Ould-Chikh (blessure)

Opmerkelijk: Deze nederlaag zorgde voor de definitieve degradatie van ADO Den Haag uit de Eredivisie.
| Eredivisie 34e speelronde | FC Twente                                                                       | 3 – 2 (2 – 2)                 | ADO Den Haag                                              | Selectie ADO Den Haag: (T: Ruud Brood) | Selectie FC Twente: (T: Ron Jans) |
| zo. 16 mei 2021 Aanvangstijd: 14:30 uur Plaats: Enschede De Grolsch Veste Toeschouwers: 0 Scheidsrechter: Dennis Higler Assistenten / VAR: Bleumink, Van de Ven, Smits / Blank, Frijn Wedstrijdverslagen & statistieken: ADO, West, FCUpdate Bal: 51%-49% / xG: ? | Rots (Zerrouki) 40' Narsingh (pen.) 45+1' Menig 61' Bosch 71' Đumić (Menig) 84' | 0 – 1 0 – 2 1 – 2 2 – 2 3 – 2 | 30' Goossens (c.) 38' Goossens (El Khayati) 88' Vejinović | BASISOPSTELLING: Fraisl – Seedorf, Zuiverloon, Pinas, Kemper – De Boer, El Khayati, Goossens – Besuijen, Kramer, Mokhtar RESERVEBANK: Koopmans, Esajas, Familia-Castillo, J. Mulder, Vejinović, Gomelt, Pascu, Adekanye, Philipp, Ćatić, Ould-Chikh, Severina WISSELS: 46' Adekanye Besuijen 61' Esajas Pinas 61' Vejinović De Boer 81' Pascu El Khayati 88' Severina Goossens | BASISOPSTELLING: Drommel – Ebuehi, Đumić, Oosterwolde, Smal – Zerrouki, Brama , Bosch – Narsingh, Rots, Menig RESERVEBANK: De Lange, Van der Gouw, Markelo, Hilgers, Staring, Bruns, Roemeratoe, Van Leeuwen, Ilić, Abass WISSELS: 71' Ilić Narsingh 81' Van Leeuwen Bosch |

Afwezig: Elmkies, Faye (niet bij selectie), Van Ewijk (schorsing), Amofa, Arweiler, Bijen, Del Fabro, Janmaat, Kishna (blessure)

Opmerkelijk: John Goossens scoorde direct vanuit een hoekschop en maakte daarmee een van de mooiste Eredivisie-doelpunten van dit seizoen.

## Jong ADO Den Haag/Jeugd
Ondanks dat Jong ADO Den Haag zich het voorgaande seizoen goed handhaafde in de Derde Divisie, besloot de KNVB om de Jong-elftallen in de Derde Divisie en lager uit de voetbalpiramide te halen en te plaatsen in een speciale Onder 21-competitie. De winnaar van deze competitie heeft de mogelijkheid om uiteindelijk een plek te bemachtigen in de Tweede Divisie. Het voormalige Jong ADO Den Haag ('Onder 23') werd dus omgedoopt tot het nieuwe 'ADO Den Haag Onder 21'. Tijdens verschillende oefenwedstrijden speelden regelmatig spelers uit het eerste elftal en/of proefspelers mee.

### Selectie ADO Den Haag Onder 21 2020/21
|                    | Naam                           | Bij ADO sinds | Contract tot | Duels      | Goals      | Assists    | Geel       | Rood       |
| Doelmannen         | Doelmannen                     | Doelmannen    | Doelmannen   | Doelmannen | Doelmannen | Doelmannen | Doelmannen | Doelmannen |
| ------------------ | ------------------------------ | ------------- | ------------ | ---------- | ---------- | ---------- | ---------- | ---------- |
| Vlag van Nederland | David van de Riet              | Zomer 2015    | ?            | 0          | 0          | 0          | 0          | 0          |
| Vlag van Nederland | Youri Schoonderwaldt (*)       | Zomer 2018    | Zomer 2022   | 3          | 0          | 0          | 0          | 0          |
| Vlag van Nederland | Hugo Wentges                   | Zomer 2015    | Zomer 2022   | 2          | 0          | 0          | 0          | 0          |
| Verdedigers        |                                |               |              |            |            |            |            |            |
| Vlag van Nederland | Zakaria Amallah                | Zomer 2013    | Zomer 2023   | 0          | 0          | 0          | 0          | 0          |
| Vlag van Nederland | Emre Ates (ADO O18)            | Zomer 2016    | Zomer 2022   | 1          | 0          | 0          | 0          | 0          |
| Vlag van Nederland | Silvinho Esajas                | Zomer 2020    | Zomer 2023   | 3          | 0          | 0          | 0          | 0          |
| Vlag van China     | Zihao Feng                     | Januari 2019  | Zomer 2021   | 0          | 0          | 0          | 0          | 0          |
| Vlag van Nederland | Julian van der Kwaak (ADO O18) | Zomer 2019    | ?            | 1          | 0          | 0          | 0          | 0          |
| Vlag van Nederland | Jonathan Mulder                | Zomer 2020    | Zomer 2022   | 5          | 1          | 0          | 1          | 0          |
| Vlag van Nederland | Michael Mulder                 | Zomer 2020    | Zomer 2022   | 5          | 0          | 0          | 0          | 0          |
| Vlag van Nederland | Danté Roethof                  | Zomer 2012    | Zomer 2022   | 0          | 0          | 0          | 0          | 0          |
| Vlag van Nederland | Cain Seedorf                   | Zomer 2019    | Zomer 2021   | 5          | 0          | 1          | 0          | 0          |
| Middenvelders      |                                |               |              |            |            |            |            |            |
| Vlag van Nederland | Atilla Agirman                 | Zomer 2017    | Zomer 2021   | 0          | 0          | 0          | 0          | 0          |
| Vlag van Nederland | Abdullah Bozkurt               | Zomer 2020    | ?            | 2          | 0          | 0          | 0          | 0          |
| Vlag van Nederland | Nick Broekhuizen               | Zomer 2019    | ?            | 5          | 1          | 0          | 0          | 0          |
| Vlag van Nederland | Aimane El Karicha              | Zomer 2020    | Zomer 2022   | 1          | 0          | 0          | 0          | 0          |
| Vlag van Taiwan    | Emilio Estevez Tsai            | Zomer 2020    | Zomer 2021   | 2          | 0          | 0          | 0          | 0          |
| Vlag van Spanje    | José Pascual Alba Seva (*)     | Zomer 2020    | Zomer 2021   | 2          | 0          | 0          | 0          | 0          |
| Vlag van Nederland | Benjamin Reemst                | Zomer 2018    | Zomer 2022   | 2          | 0          | 0          | 0          | 0          |
| Vlag van Nederland | Jesse Reinders                 | Zomer 2015    | ?            | 5          | 0          | 1          | 0          | 0          |
| Vlag van Nederland | Maarten Rieder (*)             | Zomer 2015    | Zomer 2021   | 5          | 0          | 1          | 0          | 0          |
| Vlag van Nederland | Sem Steijn (*)                 | Zomer 2010    | Zomer 2022   | 4          | 5          | 1          | 0          | 0          |
| Aanvallers         |                                |               |              |            |            |            |            |            |
| Vlag van Nederland | Vicente Besuijen (*)           | Zomer 2020    | Zomer 2023   | 0          | 0          | 0          | 0          | 0          |
| Vlag van Nederland | Yahya Boussakou (*)            | Zomer 2016    | Zomer 2022   | 3          | 0          | 0          | 0          | 0          |
| Vlag van België    | Amine Essabri (*)              | Zomer 2012    | Zomer 2022   | 3          | 0          | 0          | 0          | 0          |
| Vlag van Nederland | Nino Noordanus                 | Zomer 2020    | ?            | 3          | 0          | 0          | 0          | 0          |
| Vlag van Nederland | Evan Rottier (*)               | Zomer 2015    | Zomer 2022   | 3          | 2          | 0          | 0          | 0          |
| Vlag van Nederland | Xander Severina                | Zomer 2020    | Zomer 2023   | 4          | 0          | 5          | 0          | 0          |
| Vlag van Nederland | Brayley Tweeboom               | Zomer 2018    | ?            | 1          | 0          | 0          | 0          | 0          |

(*) Deze speler traint met de A-selectie, maar is ook speelgerechtigd voor Jong ADO Den Haag (ADO Den Haag Onder 21).
Transfers:

Nieuw: Atilla Agirman, Zakaria Amallah, Nick Broekhuizen, Amine Essabri, Jesse Reinders, David van de Riet, Danté Roethof, Evan Rottier, Brayley Tweeboom, Hugo Wentges (allen eigen gelederen), Abdullah Bozkurt (NAC Breda), Aimane El Karicha (SV Den Hoorn), Silvinho Esajas (Hellas Verona), Emilio Estevez Tsai (York FC), Jonathan Mulder (AZ), Michael Mulder (Maccabi Petah Tikva), Nino Noordanus (NEC Nijmegen), Xander Severina (HV & CV Quick). Spelers die een aantal keer vanuit ADO O18 meededen: Emre Ates, Julian van der Kwaak
Vertrokken: Jamal Amofa (vanwege leeftijd definitief in ADO 1), Hidde van den Ende, Mats van Kins, Segun Owobowale (allen VV Noordwijk), Hugo Botermans, Lorenzo van Kleef (beiden verhuurd aan FC Eindhoven), Nadir Achahbar (nnb.), Quinzairo Boasman (nnb.), Jean Fritz Boom (Fortuna Sittard), Luuk Brand (nnb.), Lance Duijvestijn (Helmond Sport), Keyennu Lont (Feyenoord), Killian van Mil (VV Katwijk), Dehninio Muringen, Robin Polley (beiden verhuurd aan FC Dordrecht), Wesley Storm (RKVV Westlandia), Bram Wennekers (nnb.), Niels van Wetten (Telstar), Robin Zwartjens (SV Spakenburg).
* In winterstop: Emilio Estevez Tsai (Ourense CF), Evan Rottier (verhuurd aan TOP Oss)

### Technische staf
|                    | Naam                  | Functie                                  | Bij ADO sinds | Contract tot |
| ------------------ | --------------------- | ---------------------------------------- | ------------- | ------------ |
| Vlag van Nederland | Virgilio Teixeira     | Trainer ADO Den Haag Onder 21            | Zomer 2017    | Zomer 2021   |
| Vlag van Nederland | Gerard van Ruitenburg | Assistent-trainer ADO Den Haag Onder 21  | Zomer 2020    | Zomer 2021   |
| Vlag van Nederland | Raymond Mulder        | Keeperstrainer ADO Den Haag Onder 21     | Zomer 2016    | Zomer 2021   |
| Vlag van Nederland | Dansco van den Burg   | Teammanager ADO Den Haag Onder 21        |               |              |
| Vlag van Nederland | Patrick Moes          | Materiaalverzorger ADO Den Haag Onder 21 |               |              |
| Vlag van Nederland | Léon van Beelen       | Fysiotherapeut jeugd                     | Zomer 2015    |              |
| Vlag van Nederland | Frans Danen           | Hoofd jeugdopleidingen                   | Zomer 2017    | Zomer 2021   |
| Vlag van Nederland | Albert van der Dussen | Performance & Operational Director Youth | April 2020    |              |

### Thuis/uit-verhouding ADO Den Haag Onder 21 in het seizoen 2020/21
| Tegenstander  | Almere City O21 | Feyenoord O21 | FC Groningen O21 | SC Heerenveen O21 | NAC Breda O21 | N.E.C. Nijmegen O21 | FC Twente/Heracles O21 | Punten totaal |
| ------------- | --------------- | ------------- | ---------------- | ----------------- | ------------- | ------------------- | ---------------------- | ------------- |
| ADO O21 thuis | 2 – 3           | 3 – 1         | (31/10)          | (21/11)           | (5/12)        | (17/10)             | 2 – 2                  | 4             |
| ADO O21 uit   | (24/10)         | (28/11)       | 0 – 2            | 2 – 0             | (3/10)        | (7/11)              | (12/12)                | 3             |
| Punten        | 0               | 3             | 3                | 0                 | 0             | 0                   | 1                      | 7             |

### Uitslagen ADO Den Haag Onder 21
| Comp.      | Wedstrijd | Wedstrijd | Opstelling | Scoreverloop |
| ---------- | --- | --- | --- | --- |
| Oefen      | ADO Den Haag O21 – N.E.C. Nijmegen O21 | ADO Den Haag O21 – N.E.C. Nijmegen O21 | ? | Goals: 0-1 ?, 0-2 ?, 1-2 El Karicha, 2-2 Reemst |
| Oefen      | 2-2 | Za. 8 augustus 2020, 10:30 uur (3x25 min.) | ? | Goals: 0-1 ?, 0-2 ?, 1-2 El Karicha, 2-2 Reemst |
| Oefen      | De Aftrap (Den Haag), verslag | | ? | Goals: 0-1 ?, 0-2 ?, 1-2 El Karicha, 2-2 Reemst |
| Oefen      | ADO Den Haag O21 – PEC Zwolle O21 | ADO Den Haag O21 – PEC Zwolle O21 | ? | Goals: 0-1 Muringen (ed. 5'), 1-1 Essabri (Seedorf), 1-2 Quispel, 2-2 Noordanus, 3-2 Noordanus (El Karicha) |
| Oefen      | 3-2 | Di. 11 augustus 2020, 11:00 uur (3x30 min.) | ? | Goals: 0-1 Muringen (ed. 5'), 1-1 Essabri (Seedorf), 1-2 Quispel, 2-2 Noordanus, 3-2 Noordanus (El Karicha) |
| Oefen      | De Aftrap, verslag | | ? | Goals: 0-1 Muringen (ed. 5'), 1-1 Essabri (Seedorf), 1-2 Quispel, 2-2 Noordanus, 3-2 Noordanus (El Karicha) |
| Oefen      | Feyenoord O21 – ADO Den Haag O21 | Feyenoord O21 – ADO Den Haag O21 | ? | Goals: 0-1 Broekhuizen (8'), 1-1 Bannis (27') |
| Oefen      | 1-1 | Za. 15 augustus 2020, 15:00 uur | ? | Goals: 0-1 Broekhuizen (8'), 1-1 Bannis (27') |
| Oefen      | Varkenoord, verslag, S: Mark Langendoen | | ? | Goals: 0-1 Broekhuizen (8'), 1-1 Bannis (27') |
| Oefen      | ADO Den Haag O21 – Excelsior Rotterdam O21 | ADO Den Haag O21 – Excelsior Rotterdam O21 | ? | Goals: 0-1 ?, 0-2 ?, 0-3 ?, 0-4 ?, |
| Oefen      | 0-4 | Vr. 21 augustus 2020, 11:00 uur | ? | Goals: 0-1 ?, 0-2 ?, 0-3 ?, 0-4 ?, |
| Oefen      | De Aftrap, verslag | | ? | Goals: 0-1 ?, 0-2 ?, 0-3 ?, 0-4 ?, |
| Comp. 1    | ADO Den Haag O21 – Almere City O21 | ADO Den Haag O21 – Almere City O21 | Schoonderwaldt – Seedorf, M. Mulder, Rieder, J. Mulder – Reemst, Steijn, Reinders – Essabri (72' Broekhuizen), Rottier, Severina (82' Tweeboom) | Goals: 1-0 Rottier (Severina 34'), 1-1 Kosiah (Esajas 41'), 2-1 Steijn (Severina 54'), 2-2 Flamingo (Esajas 71'), 2-3 Valpoort (87') Kaart: J. Mulder ( 52') |
| Comp. 1    | 2-3 | Za. 29 augustus 2020, 14:30 uur. Stand: 6e | Schoonderwaldt – Seedorf, M. Mulder, Rieder, J. Mulder – Reemst, Steijn, Reinders – Essabri (72' Broekhuizen), Rottier, Severina (82' Tweeboom) | Goals: 1-0 Rottier (Severina 34'), 1-1 Kosiah (Esajas 41'), 2-1 Steijn (Severina 54'), 2-2 Flamingo (Esajas 71'), 2-3 Valpoort (87') Kaart: J. Mulder ( 52') |
| Comp. 1    | De Aftrap, verslag | | Schoonderwaldt – Seedorf, M. Mulder, Rieder, J. Mulder – Reemst, Steijn, Reinders – Essabri (72' Broekhuizen), Rottier, Severina (82' Tweeboom) | Goals: 1-0 Rottier (Severina 34'), 1-1 Kosiah (Esajas 41'), 2-1 Steijn (Severina 54'), 2-2 Flamingo (Esajas 71'), 2-3 Valpoort (87') Kaart: J. Mulder ( 52') |
| Oefen      | NAC Breda O21 – ADO Den Haag O21 | NAC Breda O21 – ADO Den Haag O21 | Schoonderwaldt – Seedorf, M. Mulder (46' Esajas), Amofa, Bozkurt (46' J. Mulder) – Rieder, Steijn, Broekhuizen – Estevez Tsai, Rottier, Severina (46' Boussakou) | Goals: 0-1 Steijn (Severina), 0-2 Severina (Rottier), 0-3 Rieder, 1-3 ?, 1-4 Boussakou (Rottier), 1-5 Broekhuizen, 2-5 ? |
| Oefen      | 2-5 | Za. 5 september 2020, 14:45 uur | Schoonderwaldt – Seedorf, M. Mulder (46' Esajas), Amofa, Bozkurt (46' J. Mulder) – Rieder, Steijn, Broekhuizen – Estevez Tsai, Rottier, Severina (46' Boussakou) | Goals: 0-1 Steijn (Severina), 0-2 Severina (Rottier), 0-3 Rieder, 1-3 ?, 1-4 Boussakou (Rottier), 1-5 Broekhuizen, 2-5 ? |
| Oefen      | Rat Verlegh Stadion, verslag | | Schoonderwaldt – Seedorf, M. Mulder (46' Esajas), Amofa, Bozkurt (46' J. Mulder) – Rieder, Steijn, Broekhuizen – Estevez Tsai, Rottier, Severina (46' Boussakou) | Goals: 0-1 Steijn (Severina), 0-2 Severina (Rottier), 0-3 Rieder, 1-3 ?, 1-4 Boussakou (Rottier), 1-5 Broekhuizen, 2-5 ? |
| Comp. 2    | FC Groningen O21 – ADO Den Haag O21 | FC Groningen O21 – ADO Den Haag O21 | Wentges – Seedorf, Esajas, M. Mulder, J. Mulder – Rieder, Pascu (65' Reinders), Reemst – Essabri (60' Boussakou) Steijn, Severina (73' Broekhuizen) | Goals: 0-1 Steijn (Severina 28'), 0-2 Steijn (Severina 36') |
| Comp. 2    | 0-2 | Za. 12 september 2020, 15:00 uur. Stand: 3e | Wentges – Seedorf, Esajas, M. Mulder, J. Mulder – Rieder, Pascu (65' Reinders), Reemst – Essabri (60' Boussakou) Steijn, Severina (73' Broekhuizen) | Goals: 0-1 Steijn (Severina 28'), 0-2 Steijn (Severina 36') |
| Comp. 2    | Sportpark Corpus den Hoorn, verslag, S: Gerbert Stegeman | | Wentges – Seedorf, Esajas, M. Mulder, J. Mulder – Rieder, Pascu (65' Reinders), Reemst – Essabri (60' Boussakou) Steijn, Severina (73' Broekhuizen) | Goals: 0-1 Steijn (Severina 28'), 0-2 Steijn (Severina 36') |
| Oefen      | RKVV Westlandia – ADO Den Haag O21 | RKVV Westlandia – ADO Den Haag O21 | Basis: Van de Riet – Asmelash, Esajas, Bozkurt, J. Mulder – Broekhuizen, Estevez Tsai, Reinders – Ćatić, Noordanus, Ould-Chikh | Goals: 1-0 ?, 1-1 Ould-Chikh (pen. 20'), 2-1 ? (44'), 3-1 ?, 4-1 ? (78'), 4-2 Broekhuizen (Reemst) |
| Oefen      | 4-2 | Di. 15 september 2020, 20:15 uur | Basis: Van de Riet – Asmelash, Esajas, Bozkurt, J. Mulder – Broekhuizen, Estevez Tsai, Reinders – Ćatić, Noordanus, Ould-Chikh | Goals: 1-0 ?, 1-1 Ould-Chikh (pen. 20'), 2-1 ? (44'), 3-1 ?, 4-1 ? (78'), 4-2 Broekhuizen (Reemst) |
| Oefen      | Sportpark De Hoge Bomen | | Basis: Van de Riet – Asmelash, Esajas, Bozkurt, J. Mulder – Broekhuizen, Estevez Tsai, Reinders – Ćatić, Noordanus, Ould-Chikh | Goals: 1-0 ?, 1-1 Ould-Chikh (pen. 20'), 2-1 ? (44'), 3-1 ?, 4-1 ? (78'), 4-2 Broekhuizen (Reemst) |
| Comp. 3    | ADO Den Haag O21 – Feyenoord O21 | ADO Den Haag O21 – Feyenoord O21 | Schoonderwaldt – Seedorf, Esajas, M. Mulder, J. Mulder (70' Noordanus) – Pascu, Rieder, Reinders – Rottier, Steijn (90+2' Estevez Tsai), Severina (81' Broekhuizen) | Goals: 1-0 Rottier (Severina 11'), 2-0 J. Mulder (Rieder 35'), 2-1 Johnsen (Zitman 47'), 3-1 Steijn (Seedorf 90+2') |
| Comp. 3    | 3-1 | Za. 19 september 2020, 15:00 uur. Stand: 3e | Schoonderwaldt – Seedorf, Esajas, M. Mulder, J. Mulder (70' Noordanus) – Pascu, Rieder, Reinders – Rottier, Steijn (90+2' Estevez Tsai), Severina (81' Broekhuizen) | Goals: 1-0 Rottier (Severina 11'), 2-0 J. Mulder (Rieder 35'), 2-1 Johnsen (Zitman 47'), 3-1 Steijn (Seedorf 90+2') |
| Comp. 3    | De Aftrap, verslag, video | | Schoonderwaldt – Seedorf, Esajas, M. Mulder, J. Mulder (70' Noordanus) – Pascu, Rieder, Reinders – Rottier, Steijn (90+2' Estevez Tsai), Severina (81' Broekhuizen) | Goals: 1-0 Rottier (Severina 11'), 2-0 J. Mulder (Rieder 35'), 2-1 Johnsen (Zitman 47'), 3-1 Steijn (Seedorf 90+2') |
| Oefen      | Jong Sparta – ADO Den Haag O21 | Jong Sparta – ADO Den Haag O21 | Wentges (46' Van de Riet) – Rațiu (60' Seedorf), Amofa, Bakker (46' M. Mulder), Kemper – De Boer, Steijn, Rieder (46' Kovacevic) – Philipp (75' Steijn), Arweiler (60' Rottier), Ćatić (70' Noordanus)                                                                            | Goals: 0-1 Steijn (Philipp 6'), 1-1 Vianello (15'), 2-1 Martis |
| Oefen      | 2-1 | Di. 22 september 2020, 15:00 uur | Wentges (46' Van de Riet) – Rațiu (60' Seedorf), Amofa, Bakker (46' M. Mulder), Kemper – De Boer, Steijn, Rieder (46' Kovacevic) – Philipp (75' Steijn), Arweiler (60' Rottier), Ćatić (70' Noordanus)                                                                            | Goals: 0-1 Steijn (Philipp 6'), 1-1 Vianello (15'), 2-1 Martis |
| Oefen      | Spartastadion Het Kasteel, verslag | | Wentges (46' Van de Riet) – Rațiu (60' Seedorf), Amofa, Bakker (46' M. Mulder), Kemper – De Boer, Steijn, Rieder (46' Kovacevic) – Philipp (75' Steijn), Arweiler (60' Rottier), Ćatić (70' Noordanus)                                                                            | Goals: 0-1 Steijn (Philipp 6'), 1-1 Vianello (15'), 2-1 Martis |
| Comp. 4    | SC Heerenveen O21 – ADO Den Haag O21 | SC Heerenveen O21 – ADO Den Haag O21 | Wentges – Seedorf, Ates, M. Mulder, J. Mulder (85' Van der Kwaak) – Broekhuizen (46' Bozkurt), Rieder, Reinders – Rottier, Noordanus (46' Boussakou), Severina | Goals: 1-0 Nunumete (pen. 33'), 2-0 Boerhout (73') |
| Comp. 4    | 2-0 | Za. 26 september 2020, 14:45 uur. Stand: 4e | Wentges – Seedorf, Ates, M. Mulder, J. Mulder (85' Van der Kwaak) – Broekhuizen (46' Bozkurt), Rieder, Reinders – Rottier, Noordanus (46' Boussakou), Severina | Goals: 1-0 Nunumete (pen. 33'), 2-0 Boerhout (73') |
| Comp. 4    | Sportpark Skoatterwâld, verslag, S: Ingmar Oostrom | | Wentges – Seedorf, Ates, M. Mulder, J. Mulder (85' Van der Kwaak) – Broekhuizen (46' Bozkurt), Rieder, Reinders – Rottier, Noordanus (46' Boussakou), Severina | Goals: 1-0 Nunumete (pen. 33'), 2-0 Boerhout (73') |
| Comp. 5    | ADO Den Haag O21 – FC Twente/Heracles O21 | ADO Den Haag O21 – FC Twente/Heracles O21 | Schoonderwaldt – Seedorf, Rieder, M. Mulder, J. Mulder (72' Esajas) – Steijn, Bozkurt (64' El Karicha), Reinders – Broekhuizen, Noordanus (85' Essabri), Boussakou (72' Estevez Tsai)                                                                                             | Goals: 1-0 Broekhuizen (Steijn 4'), 2-0 Steijn (Reinders 25'), 2-1 Scholten (vt. 53'), 2-2 Rots (81') |
| Comp. 5    | 2-2 | Wo. 30 september 2020, 16:00 uur. Stand: 4e | Schoonderwaldt – Seedorf, Rieder, M. Mulder, J. Mulder (72' Esajas) – Steijn, Bozkurt (64' El Karicha), Reinders – Broekhuizen, Noordanus (85' Essabri), Boussakou (72' Estevez Tsai)                                                                                             | Goals: 1-0 Broekhuizen (Steijn 4'), 2-0 Steijn (Reinders 25'), 2-1 Scholten (vt. 53'), 2-2 Rots (81') |
| Comp. 5    | De Aftrap, verslag, S: Stan Teuben | | Schoonderwaldt – Seedorf, Rieder, M. Mulder, J. Mulder (72' Esajas) – Steijn, Bozkurt (64' El Karicha), Reinders – Broekhuizen, Noordanus (85' Essabri), Boussakou (72' Estevez Tsai)                                                                                             | Goals: 1-0 Broekhuizen (Steijn 4'), 2-0 Steijn (Reinders 25'), 2-1 Scholten (vt. 53'), 2-2 Rots (81') |
| Comp. 6-14 | Het duel op 10 oktober tussen NAC Breda O21 en ADO Den Haag O21 werd door de thuisclub afgelast vanwege een coronabesmetting. In de weken daarna maakte de Nederlandse regering strenge coronamaatregelen bekend, waardoor de belofte-elftallen niet meer in actie mochten komen. | Het duel op 10 oktober tussen NAC Breda O21 en ADO Den Haag O21 werd door de thuisclub afgelast vanwege een coronabesmetting. In de weken daarna maakte de Nederlandse regering strenge coronamaatregelen bekend, waardoor de belofte-elftallen niet meer in actie mochten komen. | Het duel op 10 oktober tussen NAC Breda O21 en ADO Den Haag O21 werd door de thuisclub afgelast vanwege een coronabesmetting. In de weken daarna maakte de Nederlandse regering strenge coronamaatregelen bekend, waardoor de belofte-elftallen niet meer in actie mochten komen. | Het duel op 10 oktober tussen NAC Breda O21 en ADO Den Haag O21 werd door de thuisclub afgelast vanwege een coronabesmetting. In de weken daarna maakte de Nederlandse regering strenge coronamaatregelen bekend, waardoor de belofte-elftallen niet meer in actie mochten komen. |

### Jeugdtrainers
|   | Team  | Trainer            | Assistent          |
| - | ----- | ------------------ | ------------------ |
| A | JO-18 | Giovanni Franken   | Ronald Samson      |
| B | JO-17 | Frans Danen        | Revy Rosalia       |
| B | JO-16 | Kevin Compier      | Marlon Dandare     |
| C | JO-15 | Joep Breimer       | Thijmen Kruider    |
| C | JO-14 | Jimmy Charite      | Nick Steenvoorden  |
| D | JO-13 | Gino Ninaber       | Jorik van Adrichem |
| D | JO-12 | Christiaan van Dam | Mark Wasmus        |
| E | JO-11 | Achraf Dachraoui   | Wesley Kuyt        |
| E | JO-10 | Bas Oomens         | Keith Frankel      |
| F | JO-9  | Roy de Geus        | Wesley Bierens     |